# 仮面ライダーストロンガー
『仮面ライダーストロンガー』（かめんライダーストロンガー）は、1975年4月5日から12月27日まで、TBS系列で毎週土曜19時から19時30分（JST）に全39話が放送された、毎日放送・東映制作の特撮テレビドラマ作品、および作中で主人公が変身するヒーローの名称。

## 概要
「仮面ライダーシリーズ」第5作目。TBS系列となって初の作品であり、第1期昭和仮面ライダーシリーズ最終作である。
分かりやすく明快で力強い方向性が打ち出された作品とすることが目指され、西部劇のような放浪劇となっているのが特徴である。レギュラー登場人物はシリーズで最も少ない。
また、仮面ライダーシリーズでは東映生田撮影所で撮影された最後の作品となった。

## あらすじ
青年・城茂（）は、悪の組織ブラックサタンによる改造手術の失敗で殺された親友・沼田五郎（）の仇を討つため、ブラックサタンのアジトに乗り込み、あえて自ら志願して改造手術を受けて電気人間となった。しかし自己催眠装置によって脳改造を免れていた茂は、すべてはブラックサタンを叩き潰す力を手に入れるための計略だったことを、大首領への宣誓の場で明かして宣戦布告。その際に電波人間に改造された岬ユリ子（）と偶然出会って救出し、ともにアジトからの脱出に成功した。以後、茂は仮面ライダーストロンガー、ユリ子は電波人間タックルとして、バイクで各地をさすらいながらブラックサタンの奇械人（）と戦う。その旅の途中、仮面ライダーアマゾンまでの歴代ライダーとともに戦った立花藤兵衛と知り合い、いつしか3人旅となるのだった。
多くの戦いの末、ついにブラックサタンを壊滅させたストロンガーとタックルだったが、入れ替わるように新たな敵・デルザー軍団が出現。奇械人よりもはるかに強力なデルザーの改造魔人を前にストロンガーは苦戦を強いられ、ユリ子までもが命を落としてしまう。なんとか辛勝を続けていたストロンガーもやがて深手を負ってしまうが、ブラックサタンの科学者だった正木陽一郎（）博士によって再改造を施され、改造超電子人間にパワーアップしてデルザーに対抗した。
そして、戦いの激化に伴い世界各地から歴代ライダーが次々と日本に帰国。ストロンガーは彼らとともに、デルザーとの最終決戦に臨む。

### 主要人物
城 茂（） / 仮面ライダーストロンガー
本作品の主人公。年齢は第2話の時点で22歳。
第1話ですでにストロンガーとなっており、自身の改造の経緯については第2話にて回想として語られている。曰く、かつては城南大学の電気工学の研究生にして、アメリカンフットボール部のキャプテンであったが、親友・沼田五郎をブラックサタンによる改造手術の失敗で死亡させられたことから、復讐のために自らそのアジトに潜入し、「天涯孤独で大学を出ても将来がないのなら、世界一強くなって、悪事を働きたい」と騙って改造人間被験者として志願。適応テストに合格して改造手術を施されたものの、事前に用意していた自己催眠装置により脳改造を免れ、自我意識を保つことに成功し、ブラックサタンに対抗するための改造電気人間という力を手に入れた。なお、改造が行われた地は「悪魔山」という奇械人改造用アジトで、岬ユリ子ともそこで出会っている。
親友の仇討ちが大きな動機となってブラックサタンの改造手術を受けたのは確かだが、その行動原理は単なる復讐にとどまらず、大首領に宣戦布告した際に「全世界の敵ブラックサタンと闘うことを決心した」「ブラックサタンと闘う自由と平和の戦士」とも宣言しており、自ら“仮面ライダー”ストロンガーを名乗って「正義のために戦っている（茂・談）」。
口笛を吹きながら戦いの場に現れるほど斜に構えたニヒルな性格で、べらんめえ調を口にしたり、初対面の立花藤兵衛を「オッサン」呼ばわりするなどの荒っぽさを見せながらも、奇械人を手玉にとるような言動や味方のユリ子すら欺く作戦を駆使するなど策士の面も見せていた。演じていた荒木しげるの要望もあって、次第に礼儀正しい面を見せるようになり、先輩ライダーのことを「先輩」と呼び、彼らと会話する際の一人称は「俺」ではなく「僕」を使うこともあった。
両手が電磁コイルになっており（「コイルアーム」）、変身前でも簡易な「電タッチ」や「電ショック」が使用可能。もちろん、その電気を帯びている手で、むやみに他人や物に触れることは禁物である。よって常時、絶縁体でできた黒い手袋を両手に着用している。ちなみに着用している「S字シャツ」はオートバイ協力会社である「スズキ」のレーシングチームのユニフォームである。
- 茂のヘルメットの色は初期は黒だったのが、赤に黒の縦ラインが付いたものに変更されている。
- デザイン画は前作『仮面ライダーアマゾン』の初期案であったドラゴンライダーと共通するイメージで描かれている。

岬 ユリ子（） / 電波人間タックル
改造当時17歳。スポーツ万能で、とりわけ合気道に秀でている。
城茂と同じく第1話からすでに電波人間タックルとして登場しているが、その後も電波人間になった経緯を含め、明確な改造シーンは描写されていない。また改造前の経歴についても、作中において語られたことはなく、過去の素性については（科学者の）兄・守がいること以外、茂にさえ一切明らかにされなかった。兄と共にブラックサタンに拉致され改造手術を受けていた（兄・守も改造手術を施されており、その過程で死亡していたことが第13話で明かされている）が、第2話でブラックサタンのアジトに拘束されていたところを脱走中のストロンガーが発見、脳改造の直前に救出されて共にアジトを脱出し、以後ブラックサタンと敵対する反逆者となって茂とともに戦った。本人は至って負けず嫌いな性格で、茂とは手柄をめぐって口ゲンカが絶えない関係であったが、第30話で藤兵衛の口から、内心では茂の足手まといとなることに常に忸怩たる想いを抱いていたことが語られた。
初期は瞬時にタックルに変身していたが、やがて一定のポーズと共に「エイッ！ヤー！トー！」という掛け声を発しながら変身するようになる（キーワード略式でも変身は可）。なお、タックルへの変身は、電波が自由に飛び交っている空間でないとできない。
第30話でデルザー軍団のドクターケイトの致死性の毒液を浴びたことで、余命幾許もないことを悟る。この事実を藤兵衛だけに打ち明け、自ら淹れたコーヒーを茂に振舞いつつ、自らの夢を語る。そしてストロンガーの危機に必殺技ウルトラサイクロンを発動。仇敵・ドクターケイトを葬るが、それは諸刃の剣であり、茂への想いを胸に短い生涯を閉じる。
- プロデューサーの平山亨による構想案では、死後にストロンガーと藤兵衛による再改造で蘇るという展開も存在した。

立花藤兵衛
第3話より登場。ガランダーの壊滅後、新たなオートレーサーを育てるべく、その候補を捜し求めて愛用のジープで日本各地を旅していたが、成り行きからブラックサタンの存在を知り、茂やユリ子に協力するようになる。『X』や『アマゾン』の時とは違い、新しい仮面ライダー（ストロンガー、タックル）と対面しても驚いた様子はなかった。茂からは最初「おっさん」と呼ばれていたが後に「オヤジさん」に、ユリ子からは「おじさん」と呼ばれている。7人ライダー全員の父親的な立場を演じた。本人曰く、雷が苦手なうえ高所恐怖症とのことだが、日頃のその行動を見る限り真偽のほどは疑わしい。
ブラックサタン壊滅後は放浪の旅にも区切りをつけたのか、第27話と第36話では自宅と思しき部屋で電話連絡を受ける様子が見られる。

### 他作品の登場人物
前作までに登場した仮面ライダーたち。それぞれ海外の各地でデルザー軍団の改造魔人と戦っていたが、日本に集結する改造魔人たちを追って（第35話のV3を皮切りに）次々と帰国し、ストロンガーと共闘する。
本郷猛 / 仮面ライダー1号
アメリカから帰国。

一文字隼人 / 仮面ライダー2号
インドから帰国。

風見志郎 / 仮面ライダーV3
エジプトからマシーン大元帥を追って帰国。

結城丈二 / ライダーマン
ギリシャからヨロイ騎士を追って帰国。

神敬介 / 仮面ライダーX
スペインからヨロイ騎士を追って帰国。

アマゾン（山本大介） / 仮面ライダーアマゾン
アマゾンから帰国。

## 仮面ライダーストロンガー
城茂が「変身！ストロンガー!!」の掛け声とポーズとともに、両手のコイルアームを交差・接触させて発生した電気エネルギーによって変身した姿。カブトムシをモチーフとした（カブトムシの強力な力を与えられた）改造電気人間である。黒いマスクと、様々な特殊能力を秘めた感覚器官である赤い角「カブトショック」が特徴（カブトショックには空中の静電気を吸収する機能や、通信機能も備わっている）。電気人間の名の通り、体内に強力な高性能発電装置を備えているため、常時5万ボルトの高圧電流が体内に滞留しており、そこから生み出される電気を用いた技を得意とする。コイル状に形成された高圧電流が流れる両手・コイルアームは右手がプラス電極、左手がマイナス電極になっており、これを擦過させることで体内の発電装置を作動させて変身する（そのため、茂は変身前も常に手袋を着用している）。また、身体にある赤いライン「カブトアース」はアースの役割りを果たす。
変身ベルト「エレクトラー」はコイルアームと対を成しており、常時5万ボルトの電気エネルギーを蓄えた大容量コンデンサーで、変身や攻撃に必要なエネルギーを供給する（エレクトロチャージによって得られたエネルギーもここに蓄積される）。変身には200万ワットのエネルギーが必要で、カブトアースから（映像上では上半身の背後から周囲に噴き出す描写がされているが）余剰の電気エネルギーを火柱のように放出するアーク・フラッシュ現象が生じる。
体と一体化しているストロンガーブーツは1,000℃の熱にも耐える特殊ゴム製で、普段は絶縁体となっているが、電キックの際には伝導体となる。また、足の裏から発する電子の力によって、地上数センチではあるが空中に浮揚・静止するイオン＝クラフトの能力がある。
独特の大きな複眼「ビッグアイ」は270度の広視界を持ち、足跡を見分ける蛍光分析装置を備え、電子レンズで暗闇を見通すことができる。
体は超合金によってできている。
胸を守る分厚い筋肉のプロテクター「カブテクター」には蓄電細胞が集まっており、電気を集中させることで硬度を増し、鋼鉄の扉をもぶち破る。また、全身の発電細胞で発生させた電気をカブテクターに蓄積して、各種電気技の電源としたり、ここから発生させた電界を利用して電磁バリヤーを展開することもできる。
変身後に決め台詞が存在し、口上の長さから第5話以降では一部のフレーズが省略されるケースもあった。高所から敵を見降ろして一気に口上を述べるバージョンと、戦闘員相手に殺陣（戦闘）を行いながら述べるバージョンとがある。
なお、奇械人として改造手術を受けたはずのストロンガーが、なぜサタン虫を植え付けられていなかったのか（あるいは自己催眠装置でサタン虫の寄生を防げたのか）、特に説明はされていない。そもそもストロンガーやタックルは奇械人か否かという問題もある。サタン虫に寄生されていないので奇械人の定義から外れるとも考えられる（放映当時のテレビマガジン誌には「奇っ械人として改造されたが、催眠装置によって脳手術を逃れたため奇っ械人にならずに済んだ」という記述がある）。その一方、石川森彦によるコミカライズではあるが、ストロンガーに対しトラフグンが「奇っ械人どうし一対一で勝負したい」と発言する場面が描かれている。
デザイン・造型
マスクはそれまでの仮面ライダーの特徴だった「垂れた卵型の複眼」を廃した新造形となっている。しかし、実際の演者にとっては見づらいものであった。多くの穴があけられていても、視線が通るものは1つだけだからである。造形を担当した前澤範によれば、当時は透明のアクリルや塩化ビニールを押し型で曲げる方法しかなかったが、平面に戻ろうという性質があるため穴を開けることになったという。第1クールでは穴が放射状であったが、第2クールでは穴が山形になっているものが主に用いられるようになる。バイクアクション時やトランポリンアクション時は、視界確保のために穴が大きめのタイプが使用されている。
アップ用の角は、二体成型となっているマスクと同じFRP製であるのに対し、アクション用はラテックス製となっていた。
仮面ライダーのトレードマークでもあるマフラーは、無地の白。
アメリカンフットボールのプロテクターを模した胸の赤い「カブテクター」はラテックス製で、その中央にはS字のマークが付いている。これはストロンガーの頭文字であると同時に、デザイン上はスーパーヒーローの元祖であるスーパーマンを意識している。
決定デザインでは、変身ベルト「エレクトラー」のバックルは角と同じ形状であった。第1回撮影会でのNGスーツでは肩部のパーツがなく、第2回撮影会ではベルトの下に赤い模様が存在した。
スーツアクターの中屋敷哲也は、視界の悪さのほか、大きい角や肩のプロテクターも演じにくいものであったと証言している。

能力・技
ストロンガー電キック（電キック）
空中前方宙返りとともにフル回転させた発電機で高圧電流を発しながら電気エネルギーを体に集中・赤熱化させ、キックと共に10万ボルト（5万ワット）の高電圧を注ぎこむ必殺技。空中で静止しているように見えるほど、滞空時間が長い。正確にクリーンヒットせずとも触れただけで瞬時に体内のメカをショートさせてしまうため、鋼鉄製の奇械人には絶大な威力を発揮する。
一方、強化されたタイタンやデルザー軍団の改造魔人には、通用しないどころか放った自身がダメージを受けるなど、苦戦を強いられることが多かったが、ケイトガスの効果で弱体化した鋼鉄参謀との戦いでは決め手となった。
『仮面ライダー（スカイライダー）』客演時には「電キック」と称しつつ、「ダブルキック（あるいは「ストロンガーダブルキック」か）」を放っている。
ダブルキック
空中で1回転してから放つ開脚蹴り。初期のころから同時に2人の戦闘員を倒す際などに用いられているが、掛け声とともに放たれたのは第19話や第33話など限られている。
ストロンガーダブルキック
ストロンガー電キックとダブルキックの併用技。高速で空中前方3回転し、電キック同様にエネルギーを集中してからダブルキックを放つ。第23話で百目タイタンのエネルギー漏洩部分である両肩目掛けて放ち、致命傷を負わせた。
スクリューキック
ストロンガー電キックの応用技であり、きりもみ回転しつつ放つキック。百目タイタンとの決戦で使用したが、通用しなかった。
エレクトロキック
アームを擦り合わせて電気エネルギーを充填して放つ蹴り技。対デッドライオン戦で使用。
反転キック
荒ワシ師団長による拘束から逃れるために、自身を吊り下げていた鎖を利用して上部に向けて放った、両足を揃えた蹴り技。
ドリルキック
デルザーのアジトの一室に閉じ込められて毒ガス責めにされていた仮面ライダー1号・2号を、壁を破壊して救出した際に使用されたが、詳細は不明。
電パンチ
アームを擦り合わせてから殴りつけると同時に、1万ボルト（3万ワット）の高圧電流を敵に叩き込むパンチ。直径50センチの鉄球をぶっつぶす破壊力がある。第30話では荒ワシ師団長に見舞ったものの、盾に防がれ自らにダメージを負ってしまっている。その一方で、第33話では狼長官にクリーンヒットしているが、これが再改造による効果なのかどうか一切説明は無い。
第24話では「電パンチ」の掛け声でハサミガニに両手チョップを放っている。
ウルトラパンチ
電パンチの強化版。体をコマのように回転させ、その遠心力でパンチを放つ。
エレクトロパンチ
その所作からエレクトロキックと同様に、アームを擦り合わせ電気エネルギーを充填してから放つパンチだと思われるが、電パンチとの具体的な違いは不明。ドクロ少佐との初戦で使用されたものの空振りに終わっている。
電チョップ
鋼鉄より硬いチョップとともに、高圧電流（1万ワット、あるいは3万ワット）を敵に叩き込む技。
エレクトロファイヤー
別名「電気火走り」。アームを擦り合わせてスパークさせて作り出した電気エネルギーを、導電体（地面やロープなど）を通して離れた敵に流した高圧電流によって敵の内部機能をショートさせる。使用頻度も高く、ストロンガーの代表的な電気技の一つ。第3話ではカブトローに乗ったまま車体に流すことによって、タイヤを掴んでいたサソリ奇械人の拘束から逃れている。なお、変身前も手袋を外すことで簡易型を使用可能。
第21話では「エレクトロファイヤー」の掛け声で電パンチ（あるいはエレクトロパンチ）を放っている。
『仮面ライダー（スカイライダー）』客演以降は同技を繰り出す際「電ショック（あるいはストロンガー電ショック）」と呼称している。
『全員集合!7人の仮面ライダー!!』で立花藤兵衛が最終決戦の様子を子どもたちに伝える際には、同技の手振りで「エレクトロウォーターホール」と呼称していた。
水中エレクトロファイヤー
水を伝導体にして、水中や海中で繰り出すエレクトロファイヤー。奇械人エレキイカを怯ませたほか、荒ワシ師団長を倒した技でもある。
電タッチ
アームを擦り合わせて体内の電圧を上げて（2万ワット）高熱にした両手で、触れた物体を溶かす。簡易「電タッチ」として、変身前にも手袋を外すことで使用可能だが、変身後のような任意の操作・発動はできないため、すべてエレクトロファイヤー状になってしまう。
第4話では「電タッチ」の掛け声で電ショック（あるいは電チョップ）のような攻撃を見せている。その後もしばしばこれら3つの技は視覚的に区別がつかない描写が多い。
電ショック
スパークさせた両手や足先で敵に触れ、打撃と同時に高圧電流を流す（電タッチと電チョップの併合技ではないか、とする資料もある）。第8話では絡み付いた奇械人モウセンゴケの蔓を焼き切っている。オープニング主題歌のフレーズにも登場しているため技の名としてはメジャーだが、作中での使用頻度は低い。
やはり電タッチや電チョップとの違いが判りづらく、劇中描写にも混同が見られる。
『仮面ライダー（スカイライダー）』客演以降は「電ショック（あるいはストロンガー電ショック）」と称しながらも「エレクトロファイヤー」を放つシーンが散見される。
電気ビーム
両手を交差させ、指先に蓄積した高圧電流を放電する技。第28話では絶縁体の網に捕らわれていたため不発に終わったが、第30話では木の棒に放って火をつけることに使われ、火に弱いドクターケイトの顔を焼いた。また、隊長ブランクと格闘した際には握っていたライフルの銃身に放ち、ブランクを感電させている（電タッチや電ショックではないらしいが、映像上からは違いが判らない）。
水中電気ビーム
水を伝導体にして、水中で放つ電気ビーム。荒ワシ師団長の絶縁体網を破壊した。
電気ストリーム
エレクトロファイヤーの派生技。腕を水中に突き入れて、数百万アンペアの超高圧電流の渦を発生させることによって、一瞬にして物質を分裂・破壊する。奇械人ゴロンガメやクラゲ奇械人を倒した他、第7話では川の水を蒸発させ、隠れていた奇械人ワニーダを追い詰めるのに使用した。第23話でも奇械人ケムンガの作った繭から脱出を図る際、ケムンガが孵化すれば脱出できると判断して繭の中を温めるのに使用。奇械人ドクガランへ孵化させ脱出に成功したが、代償として変身が解除してしまう。
エレクトロウォーターホール（エレクトロウォーターフォール）
エレクトロファイヤーの応用技。指先から集めた空気中の静電気を体内で増幅させ、地中を流して敵の足元の地面から噴き上げさせる強力な高圧電流の滝。第9話でカマキリ奇械人を倒すも、第13話の強化されたタイタンには効かなかった。
エレクトロサンダー
超高圧の電流を空中に発射し、雷雲を呼び寄せて人工的に落雷を起こさせる技。飛行中の奇械人ハゲタカンを、これによって墜落させて倒した。
反転ブリーカー
敵を抱えて高くジャンプし、空中で敵の頭を下にして両足を掴んだまま地面に叩きつける脳天逆落とし。鋼鉄参謀に対して使用した。
電気マグネット
右腕に電流を集めることで発生させた磁力を帯びさせ、自らを電磁石に変え、敵の武器や鉄を含む物体などを引き寄せる。第5話では両腕を交差させてから前に突き出すことによって、“すべての物体を強力な磁石に変えてしまう技”として説明され、飛んでくる奇械人トラフグンのトゲ（毒針）を反転させる「反磁力線」のような効果を見せている。
反磁力線
強力な反磁力線を作りだし、金属を押し戻す。「電気マグネット」とは逆の効果があり、高速で落下するジェットコースターをも押し返す威力がある。
マグネットパワーチェンジ
自らの磁極を変える技。磁石団長の吸引マグネットやミニ磁石による攻撃を跳ね返すために使用された。
電気分解
自分の身体を電気的に分解する。変身前に仕える能力で（変身後も使えるかどうかは不明）、火葬場の焼却炉から脱出する時に使用されたが、具体的にどのようなものかは（茂本人のセリフのみで）一切描かれておらず、その詳細は不明。
ライダービデオシグナル
一種の記憶再生装置。カブトショック（触覚）の額のランプによる能力で、ビッグアイで捉えた映像を記録し、空中に投影する。第1話では記憶した映像をスロー再生し、奇械人ガンガルによる見えない攻撃を分析した。
カブトキャッチャー
カブトショックにある黄色いY字の部分による探査装置。特殊赤外線や音波を発する索敵能力があり、音波探知器であるソナーイヤーと組み合わせれば、超音波によって周囲の様子を克明に捉えることもできる。変身前でも使用可能。また捜索用途のみならず、透視や分身する敵の本体を見抜くこともできる。
ストロンガーバーリヤ（ストロンガーバリヤー）
ストロンガーが自身の周囲に作る、電磁波による防御幕。カブテクターから発生させた電界を利用して展開できるという、電磁バリヤーと同じものを指すと思われる。
磁力扇風機
両手を前に突き出して磁力線の渦を発生させ、敵の攻撃を防ぐ。奇械人モウセンゴケの溶解液を防御した。
エレクトロチャージ
熱や水分を電気に変換することで、自身のエネルギーにする技。変身前でも使用可能であり、変身のために必要な電気エネルギーを第20話では水から、第28話では雷から直接チャージした。
バッテリーショート
対奇械人、対戦闘員用ではなく、敵のマシンのバッテリーをショートさせ機能停止にする技。両手をクロスさせて電気を溜めてから、ブラックサタンオートバイ部隊に対し右掌を向けて差し出すことで効果を発揮した。

### 超電子人間ストロンガー
第31話から登場。改造魔人集団デルザー軍団によって重傷を負わされ、体内の電気回路を寸断された茂が、元ブラックサタンの科学者で「正木超電子研究所」を営む正木洋一郎博士から超電子エネルギーを発生させる超電子ダイナモを胸部に埋め込まれたことによってチャージアップが可能となり、超電子人間へと二段変身した姿。書籍・媒体などによってはチャージアップストロンガーと表記されることもある。
超電子人間へのチャージアップは「チャージアップ!」の掛け声とともに一定のポーズを取ることで、超電子ダイナモが起動して胸のSポイントが回転し、余分な超電子エネルギーが放出されて完了する。この時ストロンガーの外見には、カブトショック（額の角）が白熱し銀色に変化する、カブテクターに銀色のラインが入る、ビッグアイの色が微妙に変化するなどの変化が生じる。
超電子は電気の100倍の力を持つため、全ての電気技が通用せずに苦戦を強いられていたデルザーの改造魔人をも圧倒し、一撃で倒すほどの驚異的なパワーを発揮する。ただし、この状態での戦闘には苦痛が伴ううえ、超電子の使用には1分間という時間制限があり、これを1秒でも越えると自爆してしまう危険性をも併せ持っている。また、超電子状態での各技の使用には、従来の電気技の数10倍のエネルギーを必要とする。
なお、（超電子ダイナモの影響からか）通常状態のストロンガーも強化されたと思われ、いつしかデルザー軍団とも互角に戦えるようになり、電気技が効く様子も確認できる。
デザイン・造型
ストロンガーのパワーアップ形態は企画段階から検討されていた。石森によるラフデザインでは角の展開や肩からせり出す電気カッターなどのギミック案が存在し、前者は後年『仮面ライダーアギト』で採用されている。
マスクは新規造形で、角はアルミ板を貼り合わせて作られた。撮影会の時点では胸部の銀のラインが存在しなかった。

必殺技
超電子ドリルキック
空中で超電子エネルギーをスパークさせた後、蹴り足である右足を軸にして、身体をドリルのように高速回転させて放つキック。キックとともに超電子エネルギーの電撃を注ぎこむ。ドクロ少佐と岩石男爵の首を跳ね飛ばした。
名称は「超電ドリルキック」ではなく、「超電子ドリルキック」であるが、第38話のジェネラルシャドウとの最終決戦では「超電ドリルキック」とも呼称している。この時のキックでは倒すまでには至らなかったものの、シャドウを怯ませている。
『仮面ライダー (スカイライダー)』第21話ではチャージアップせずに繰り出し、ネオショッカーのクラゲロンを撃破した。
超電スクリューキック
超電子ドリルキックの強化版。空中で月面宙返りをして破壊力を高めたうえで、体をスクリュー状に高速回転させて見舞う両脚キック。満月の力でパワーアップしていた狼長官には（怯ませはしたものの）通用しなかったが、この攻撃で生まれた隙を付いて、戦闘員に捕らわれていた少女を救い出した。
超電三段キック
3回敵を蹴る（岩石男爵戦）タイプと三段跳びの後で1回敵を蹴る（狼長官戦）タイプがあるが、後者は満月の光を浴びて不死身となっていた狼長官には効果が無かった。
超電稲妻キック
空中で大の字になって側転することで、落雷とともに数倍の高圧電流を得てキックをする最強の技。威力が高い分、エネルギー消費が著しい。狼長官戦で決め技になった他、ジェネラルシャドウとの最終決戦では相討ちの恰好ながら、これを葬った。
超電大車輪キック
超電稲妻キックの変形技。空中で大の字になって側転しながら急降下して、その回転の勢いのまま蹴りを見舞う。ヘビ女を倒した。
超電逆落とし
スペシャル版では「超電竜巻落とし」と呼称されている。敵を抱えてジャンプし、空中で逆さにして頭から地面へと投げ落とす技。“脳天逆落とし”と解説されることもあるが、反転ブリーカーとは異なり、（映像を見る限り）抱えたまま共に地面に落ちるのではなく放り投げている。
超電ジェット投げ
相手の両足首を掴んで振り回し、ジャイアントスイングをした後、投擲する。磁石団長を、Xライダーやアマゾンの投擲技で投げ飛ばされたヨロイ騎士にぶつける際に使用。
超電急降下パンチ
ジャンプの後、真下にいる敵に向かって急降下し、パンチ3連発を浴びせる技。相手の体が胸あたりまで地面にめり込むほどの威力がある。隊長ブランク戦で使用して地面にめり込ませた後、首根っこを掴んで引き抜き投げ飛ばして倒した。

#### 専用マシン
カブトロー
電気エネルギーで動くストロンガー専用のバイク。ブラックサタンが製作したという設定も一部の書籍で語られているが、「城茂が製作した」とする資料もあり詳細は明らかではない。サイクロン号やハリケーン号のような、通常のバイクからの変形機能は備えておらず、ストロンガーに変身するしないにかかわらず常用されていた。
大気中の静電気を正面にある電光ライトで吸収しているため、基本的に燃料補充は不要であり、無限の航続距離を誇る。シートに配置されたバッテリーには5万ボルトの電気が蓄えられていて、緊急時にはストロンガー ＝ 城茂のエネルギー補充を、ジャンプケーブルを用いることで可能とする。また、タンク部分にある「マイクロカブト」というマイクロコンピューターは、常にストロンガーの脳波と連携を取っており、これによってカブトローの遠隔操作が可能となっている。マフラー部分は加速用ブースターの「イオンジェットノズル」、正面の放射状に伸びる8本のブレードは「電磁レーダー」、その左右3対のターンシグナルは外側から「特殊追跡装置（電磁センサー）」、中央が電磁波光線の照射によって奇械人の光学的偽装無効化する「奇械人発見灯」、一番内側が自動運転時の制御装置が組み込まれた「自動操縦装置」である。テール部分には周囲の電子機器を狂わせる（電光ライト部にある八方に伸びた星型のパーツと同じ形状の）ジェネレーター「撹乱磁場発生装置（撹乱磁気発生器、かくらん磁場発生器）」を装備しているが、これは機能を逆転させれば「静電気吸収装置」にもなる。光源となる出力可変のサンダーボールを、正面の電光ライトから磁力で投射する放電攻撃「カブトローサンダー 」や、カブトロージャンプと呼ばれるジャンプ技などを駆使してオートバイ戦に活躍した。
撮影車両
撮影用にオフロード用、オンロード用（スズキ・GT380）、アクション用（スズキ・ハスラー250）の3台が用意された。マフラーの色や形、フェンダーの色や取り付け位置、テールカウルの有無など車体ごとに細部が異なるが、作品中では、一台のバイクとして扱われている。設定上は、巡航時に大気中の静電気の吸収効率を上げるため、スクープコイルの並ぶテールブームを伸長するとされる。
アクション用はバイクスタントの熊沢敏明の意見が元になって導入された軽量のトライアル用で、OPのウィリー場面などで特性が遺憾なく発揮されていたが、第6話の撮影中に誤って、車両の真下で火薬が爆発・大破したため、以後は登場していない。後半では、バックミラーが取り付けられている。
番組企画書にはオートバイ アクション重視のため、無駄な装飾を省くことが盛り込まれており、熊沢も「オートバイの原型を留めているので、シリーズの中では、もっとも走りやすかった」と証言している。ただ、熊沢は前述の爆発事故で一時、心停止状態に陥って入院を余儀なくされたため、クマサワオートカンパニーのメンバーが後任に当たった。
石森による検討用デザインでは、プロペラのついた翼を装備して飛行するという案が存在したが、ハードでスピーディなバイクアクションを目指すためスマートなデザインに変更された。
『仮面ライダー (スカイライダー)』時に新造されたが、前照灯が塗られていない。

#### ストロンガーの他作品での活躍
『仮面ライダー (スカイライダー)』
第20、21話、第27、28話、第38話、第52 - 54話、劇場版に登場（第20、21話での声優は池水通洋、第27、28話での声優は朝戸鉄也、劇場版での声優は島田敏）。
第20、21話で、クラゲロンを追って東南アジアから帰国。スカイライダー / 筑波洋に迫るクラゲロンの暗躍を悟って影から助言を与えて救っていたが、スカイライダーが必殺のスカイキックが効かないクラゲロン、サイダンプの2人に追い詰められると姿を現し窮地を救った。その後、スカイライダーが大回転スカイキックを会得するための特訓相手にもなっている。
第38話と第52 - 54話では素顔で登場し、大人びた台詞回しが多いなど人間として成長した部分が見られた一方、戦いに際してはかつてのように決め台詞を披露するなど、口調もオリジナルに近いものとなっていた。素顔の城茂からはかつてのニヒルな性格は見られなくなり、服装もトレードマークのS字のハイネックを着用せず、スーツ姿を披露。両手の手袋も第38話ではドライビンググローブだったが、第52話以降は原典と同じ手袋に変更された。なお、変身前は市販のバイクを使用している。同じ名前である叶茂が登場するためか、筑波洋からは「城さん」、谷やブランカの面々からは「城君」や「城さん」と呼ばれていた。
第27、28話と劇場版では7人ライダー揃って帰国。第27、28話ではヒルビランや怪人二世部隊と戦い、スカイライダーを特訓した。劇場版ではネオショッカーが銀河王と結託したことをいち早く知り、アマゾンライダーとともにスカイライダーの応援に駆け付けて、ネオショッカー戦車/大戦車を撃退した。
第38話でアリコマンド養成所の情報を聞き付けて帰国し、ガマギラスと戦った。
第52 - 54話では仮面ライダー2号 / 一文字隼人よりも一足先に帰国し、生存の可能性がもたらされた両親の情報に翻弄されて苦しむ洋をサポートした。さらに、焦るあまりアリコマンド養成所に単身突入して窮地に陥ったスカイライダーを援護した後、養成所を壊滅させるべく一人残って別行動をとったことで罠にかかり遭難してしまうが、その際に洋の母・寿子と偶然出会って母子再会のきっかけを作った。7人ライダー集結時には、サブリーダー的役割を果たしている。8人のパワーを結集させて大首領を宇宙に運んだ後、宇宙の果てに散った。

『仮面ライダースーパー1』
劇場版にのみ登場。声優は朝戸鉄也。再生怪人軍団「ドグマ復讐兵団」に囲まれ窮地に陥ったスーパー1を助勢するために、8人ライダーとともに駆けつけた。

『仮面ライダーZX』
テレビスペシャルに登場。9人ライダーとともにZXに協力して、悪の組織バダンの野望を叩き潰すために戦う。

『仮面ライダーBLACK RX』
第41 - 47話に登場。第44話の声優は桑原たけし。アフリカ大陸の南半分をクライシス帝国から守っていた。

『仮面ライダーディケイド』
『劇場版 仮面ライダーディケイド オールライダー対大ショッカー』に登場。台詞はない。冒頭のライダー同士の戦いでは、同じカブト虫がモチーフで電気（サンダー）を使う仮面ライダーブレイドと戦い、「エレクトロファイヤー」も披露。終盤ではディケイドを助けるため、大ショッカーと戦った。
ネット版の第1話にも登場し、タックルを仮面ライダーに認定するよう、仮面ライダーディケイド / 門矢士、光夏海とともに東映に陳情しに行くが、そこで衝撃の事実を知ることとなる。
HERO SAGAでは「ストロンガーの世界」の茂と「別の世界」の茂が登場。「ストロンガーの世界」の茂の正体は、デルザー軍団の首領（岩石大首領）だった。

『オーズ・電王・オールライダー レッツゴー仮面ライダー』
声優は関智一。ショッカーに苦戦する仮面ライダー1号、2号、電王とNEW電王、オーズを助けるため、他のライダーとともに登場。再登場した、ジェネラルシャドウとの絡みはなかった。
HERO SAGAでは仮面ライダー1号 / 本郷猛と仮面ライダー電王を助けるため、他のライダーとともに登場。

『仮面ライダーフォーゼ』
『仮面ライダーオーズ/OOO』とのクロスオーバー作品『仮面ライダー×仮面ライダー フォーゼ&オーズ MOVIE大戦MEGA MAX』に登場。声優は、石川英郎。伝説の7人ライダーのリーダー的存在として登場。『幕開け』では、中東北部A国で財団Xが送り出した戦闘員軍団と戦い、1号ライダーからアマゾンとともに『風都 暗躍する陰謀』ではコアメダルにされるも、『MOVIE大戦MEGA MAX』ではオーズの手で復活を果たし、テラー・ドーパントと戦った。
『仮面ライダーウィザード』とのクロスオーバー作品『仮面ライダー×仮面ライダー ウィザード&フォーゼ MOVIE大戦アルティメイタム』でも、宇宙仮面ライダー部の部室に写真と名前が登場。

スーパーヒーロー大戦シリーズ
『仮面ライダー×スーパー戦隊 スーパーヒーロー大戦』
声優は関智一。冒頭でゴーカイレッドと戦い、ゴーカイレッドが豪快チェンジしたニンジャレッドに敗れ、V3、ライダーマン、Xライダー、アマゾンおよび他のライダーとともに、時空の狭間に消された。だが、終盤で他のライダーやスーパー戦隊とともに復活し、大ショッカーや大ザンギャックと戦った。

『平成ライダー対昭和ライダー 仮面ライダー大戦 feat.スーパー戦隊』
声優は関智一。同じカブトムシがモチーフである仮面ライダーカブトと戦った。高速移動能力の「クロックアップ」に「エレクトロファイヤー」で対抗し、「電キック」を決めようとするも、「クロックアップ」と「ライダーキック」の合わせ技で倒され、ロックシードと化した。終盤で復活して地下帝国バダンと戦い、平成ライダーとの最終決戦では同じカブトムシがモチーフの仮面ライダーブレイドと戦った。

『スーパーヒーロー大戦GP 仮面ライダー3号』
声優は関智一。歴史改変の影響でショッカーライダーになっていたが、最終決戦では仮面ライダー1号と2号が復活したことで洗脳が解け、ショッカーに立ち向かった。

## 電波人間タックル
岬ユリ子が変身するテントウムシ（ナナホシテントウ）をモチーフとした改造電波人間。電波エネルギーを動力として戦うほか、ブラックサタン奇械人や戦闘員の進撃をいち早く察知する描写が多い。
脳改造に伴う身体の強化改造手術前にストロンガーに救出されたため、その戦闘能力は著しく低い。ブラックサタンの戦闘員には太刀打ちできるものの反撃されることもままあり、奇械人には歯が立たずピンチに陥ることも多かった。鋼鉄参謀の戦闘員に対しても「電波投げ」が効かず、苦戦を強いられた。
- 変身後も基本的にユリ子役の岡田京子が演じているが[152]、岡田は殺陣に不慣れであったため、激しいアクションシーンは大野剣友会の清田真妃や栗原良二らが代演することもあった[153][154][155]。

シリーズでの位置付け
シリーズ初の正義側の女性戦士であり、ストロンガーと共に戦いオートバイを操ることや一部資料では「仮面ライダータックル」と記述されたことから、女性仮面ライダーの先駆け的存在とも評されるが、正規に仮面ライダーとしてはカウントされていない。
番組プロデューサー平山亨が小説の形で発表した設定では、「仮面ライダーの一人ではなく、城茂のパートナーとして葬りたい」という茂の意思で仮面ライダーの名は贈られなかったと説明されている。漫画作品『仮面ライダーSPIRITS』では、城茂が「ユリ子を仮面ライダーではなく普通の女性として弔いたい」と語っている。

技
電波投げ
圧縮した電波エネルギーを衝撃波に変換し放ち、両腕を交互に上下することで、敵を触れることなく投げ飛ばす。
- この演出は、演じた岡田京子が殺陣に不慣れだったために岡田勝が考案したもの。

ウルトラサイクロン
第30話における前哨戦で致命傷を負わされた相手・ドクターケイトとの再戦に際し、ストロンガーの窮地を救うべく捨て身で放った技。相手の肩に両手刀を当てて動きを封じ、電波エネルギーを振動波に変換して体内に注ぎ込むことで、その細胞組織を破壊する。しかし共振作用によって自身にも同様のダメージを受けるため、この技の使用は自らの命を犠牲にする。
- もし戦闘用強化改造手術が完了していれば、本来はタックルの通常の必殺技となっていたと解説、もしくは通常の必殺技となっていたのだろうと推測する書籍もあるが、真相は不明。

エネルギー集中
ストロンガーとタックルのエネルギーを一つにする合体技。第21話でブラックサタンの鮫ヶ島基地から脱出する際に、二人の握り合った拳に全エネルギーを集中して、監禁された時限爆弾付きの部屋の天井をブチ破ることに使用された。

### 専用マシン（タックル）
テントロー
ユリ子 / タックルの黄色い専用オートバイ。カブトローと同様、誰の手で製作されたか詳細不明。ライト上部の触覚状アンテナやボディの黒い斑紋から大気中の電波を吸収して走行するため、カブトローと同じく航続距離は無限。市販のオートバイへの変形機能もなく、ユリ子の変身前・後問わず使用されている。カブトローに比べ性能は劣るものの、軽量かつ小回りが効くなど高い操作性を誇り、クライミングにも適している。また、タックルの意思での遠隔操作が可能。レーダー探査能力を持つ。
デルザー軍団登場の第27話以降は登場しなくなり、ユリ子はもっぱら藤兵衛のジープに同乗して行動している。タックルの死後、どうなったのかは描かれていない。
- 撮影車両のベースは明確になっておらず、『仮面ライダー大全集』ではハスラー250、『仮面ライダー画報』ではスズキTS125と推測している。
- 撮影会でのNG版では触覚状のアンテナが付けられていなかった。

#### タックルの他作品での活躍
『仮面ライダーディケイド』
『ネット版 劇場版 仮面ライダーディケイド オールライダー超スピンオフ』
第1話に登場。ストロンガーの「タックルを仮面ライダーに認定してほしい」という主張を聞いた士と夏海は、東映の「ライダー認定事務局」へと陳情に向かうが、ライダー認定事務局局長は当のタックルであった。スーツに入っていたのは、小野友紀。
『仮面ライダー×仮面ライダー W&ディケイド MOVIE大戦2010』
『仮面ライダーW』と『ディケイド』のクロスオーバー作品。『仮面ライダーディケイド 完結編』の主要人物の1人としてタックルが登場。演じたのは広瀬アリス。
姓名も「岬ユリ子」ではなく「岬ユリコ」と表記され、別世界の住人で原典のタックルとはパラレルワールドの関係である。

『スーパーヒーロー大戦乙!〜Heroo!知恵袋〜あなたのお悩み解決します!』
第1話「スーパーヒーローのお悩みその1〜仮面ライダーアクセル編〜出しっぱなしの布団の謎」に登場。小宮有紗が演じている。
映像作品以外
『仮面ライダーZX』
山田ゴロによる漫画版では、時空魔法陣の力によって復活。ヤマアラシロイドの部下として、ストロンガーやZXと戦う。
漫画『仮面ライダーSPIRITS』
第3部で銀のドクロの力によって復活したが、ユリ子本人が復活したわけではなく魂を持たない別個体としてである。ジェネラルシャドウの部下としてストロンガーと戦い、ウルトラサイクロンを決めて再び自爆してしまうことになった。『SPIRITS』第1部ではユリ子の「平和な世界になったら茂と2人で遠い美しい場所へ行きたい」という夢を叶えるため、茂が再び戦いに身を投じている。また、テントローは藤兵衛の手で保存されていたが、藤兵衛たちがBADANの攻撃から逃げる時に使用され、最後はストロンガーの超電子ウルトラサイクロンから藤兵衛たちを守る形で大破した。

## ブラックサタン
人間の耳から脳内に侵入し、肉体を乗っ取る恐るべき怪虫サタン虫を使って全人類支配を企む秘密結社。ブラックサタン大首領によって統括され、世界中に支部を持つなど組織としては原点回帰的な側面を持つ。
改造人間である奇械人や戦闘員を尖兵として、人間社会で密かに暗躍させていたが、度重なるストロンガーによる妨害に手を焼き、ついには大幹部タイタンをも失ったことから、外部よりジェネラルシャドウを幹部として招聘する。しかし、後から赴任してきた組織直系のデッドライオンを最高幹部として重用するなどしたために、大首領に蔑ろにされて怒ったジェネラルシャドウにクーデターを起こされ、組織は壊滅状態に陥ってしまう。さらにブラックサタン大首領がストロンガーによって倒され、同時に本部も爆発したことで事実上崩壊した。
大首領（ブラックサタン大首領）
ふだんは姿を見せず、最高幹部だけが入れるアジトの部屋から声のみで指令を発する。タイタンやデッドライオンといった組織直系幹部を重用しており、外様であるジェネラルシャドウはあまり信用していないため、一度戦死したタイタンを復活させたりもしているが、こうしたことが組織壊滅の火種となる。
その正体はサタン虫一族を統括する巨大なサタン虫。瞬間移動能力を備え、触手には猛毒（神経毒）を持ち、ドクロの口からは高熱の炎を吐く。デッドライオンからサタンのペンダントを入手したストロンガーに秘密の部屋への侵入を許してしまい、さらにデルザー軍団の出現を察知したためアジトから逃亡を図るが、追撃してきたストロンガーの電パンチと電キックを食らって倒された。
- 石森章太郎によるデザイン画では、巨大なサタン虫が頭部になっているデザインとなっていた。

他作品での活躍
パチンコ『仮面ライダーフルスロットル』
声 - 関智一
闇のショッカーの大幹部として登場。テレビシリーズのブラックサタン大首領に多くの骸骨を付けたような外見をしている。演じる関智一は、『スーパーヒーロー大戦GP 仮面ライダー3号』でショッカー首領、『平成ライダー対昭和ライダー 仮面ライダー大戦 feat.スーパー戦隊』でバダン総統など、平成仮面ライダーシリーズで納谷悟朗が演じたキャラクターの後任を担当している。
漫画『仮面ライダーSPIRITS』
サタン虫の集合体として描かれ、ブラックサタンの再生怪人やタイタンなどの幹部たちとは同時に登場せず、ロケットを発射させようとする仮面ライダースーパー1を妨害した。

### 大幹部
タイタン
ブラックサタン日本支部の初代大幹部。普段は謎の紳士「Mr.タイタン」として行動し、前線で戦闘員や奇械人を指揮する。移動の際は運転手を使わず、自らフォルクスワーゲンを運転する姿が見られた。
オープニング・クレジットではシリーズ通して「謎の紳士 / タイタン」とされ、劇中でも自他称併せてもっぱら「タイタン」と呼ばれていた。
Mr.タイタン（ミスター・タイタン）
人間態。スリーピース・スーツ姿に薄い色のサングラスを常用したダンディな紳士で、煙草ホルダーで紙巻き煙草を常に吹かしている。潔癖症の気が見られ、他者と接触しただけで背広をとりかえている。
冷徹な性格の合理主義者で、配下を捨て駒としか見ておらず、任務遂行のためなら仲間の犠牲も厭わない。しかし、その一方で自らも茂を引きつける役を買って出たり、奇械人に対してもブラックオートバイ部隊などを差し向けて援護する姿も度々見せてもいる。そういった姿勢ゆえか、首領からの信望は厚い。策士でもあり、茂に対して高額報酬と引き換えに、ブラックサタンへの勧誘と懐柔を試みたりもした。人間態でも指先から炎を放つことができるほか、変装が得意で焼きトウモロコシ屋の姿で監視を行なったこともあった。
一ツ目タイタン
第1 - 13話に登場した「改造火の玉人間」。黒い頭部の中央にその名の通り巨大な“一ツ目”が付いている。前線で戦うことも多く、「火の玉スカーフ」などの火炎技のほか、リボルバー状の「タイタン破壊銃」も用いる。また、電キックを跳ね返す「キック返し」という技も持つ。エネルギー源はマグマであるため、急激な温度変化に弱い。目玉を壁などに貼り付け、監視に用いる。
最終決戦を期して、第13話で体内のマグマを通常の8万度から3倍の24万度に上げた。ストロンガーの技をことごとく跳ね返しストロンガーを窮地に立たせるが、海中に投げられて急激に体を冷やされ、マグマを噴き出しながら水蒸気爆発を起こし爆死する。その後第14話にてブラックサタンにより葬儀が執り行われるが、生け贄を必要としたためストロンガーに阻止される。オカルティストであり、打倒ストロンガーの呪いを込めた黒魔術の儀式を執り行うこともあった。
- 黒を基調としたデザインは組織のイメージカラーを体現したものである。

百目タイタン
第17 - 23話に登場。呪いの棺の儀式でタイタンが強化復活した姿。元の“一ツ目”に加え、頭部全体を十数個の目が覆っている。ストロンガーと同等かそれ以上の力を持ち、顔に付いた小さい目を取り外して発動させる火炎技（ファイヤーボール、ファイヤーシュートなど）のほか、返し技を多く持ち、ストロンガーの電気技を跳ね返す。また、以前と変わらず「タイタン破壊銃」も用いる。
雇われ者のシャドウと反目し、最高幹部の座を争い、最終決戦前には「地底王国の魔王」との身分が明らかにされた。
後に自らを以前の30倍の強さに強化して、自身の故郷である地底王国でストロンガーに挑むが、無理なパワーアップのために両肩のエネルギー回路からエネルギーが漏れ出してしまっている。そこにストロンガーダブルキックを受けて致命傷を負い、マグマの谷で握手にみせかけてストロンガーを道連れにしようとするが失敗。ブラックサタンの栄光を讃えながら全身からマグマを噴き出しつつ、谷底のマグマへ転落・爆死した。
一ツ目タイタン・百目タイタンともに、指揮をとる際は黒の三つ揃いのスーツに白いスカーフ（第3話以降は白い手袋も）、ストロンガーと直接対決した際は黒革のつなぎにブーツを着用。第20話ではポンチョを着て登場した。
他作品での活躍
漫画『仮面ライダーSPIRITS』
魂の無い怪人としてバダンに再生される。
パチンコ『仮面ライダーフルスロットル』
敵の大幹部として、一ツ目タイタンが登場。

ジェネラルシャドウ
ブラックサタン日本支部の二代目大幹部。第13 - 38話に登場。

デッドライオン
第24 - 26話に登場。大首領との謁見が唯一許されているブラックサタン最高幹部。大首領からの信頼も厚く、その証拠に組織の最高機密が隠されているサタンのペンダントを所有している（このことがジェネラルシャドウ離反のきっかけとなった）。
右腕のデッドハンドを用いた技を多く使う。また、切り離したデッドハンドによる攻撃と同様に、鬣も取り外して投擲することができる。設定では、鬣を揺らして強風を放ち、尻尾からは火の玉爆弾を放つとされるが、実際の使用例はない。
部下として活動したのは奇械人アルマジロンだけだが、タイタンやシャドウのように指示や援護を行うのではなく直接アルマジロンと共同戦線を行っている。アルマジロンと共に茂を罠にかけるものの、失敗した挙げ句にサタンのペンダントを奪われてしまったこともあって、第26話ではブラックサタンのアジトに向かうストロンガーを執拗に迎え撃つ。しかし戦闘中に突如姿を消し、その後は一切登場しなかったため、ブラックサタン壊滅後の消息は不明。なお、書籍『仮面ライダー怪人大全集』には、デッドライオンは“最後の奇っ械人”との記述がある。
- 鈴木生朗による台本によると、ストロンガーの電キックに倒された後、残された左手が首領の下へと飛んでいくという展開が描かれていた。しかし監督の山崎大助の意向で台本に変更が加えられ、デッドライオンの最期の過程はカットされることになった。ブラックサタンの壊滅とデルザー軍団の到来という濃厚な内容の第26話が、それ以上詰め込みすぎになるのを避けたためと思われる。
- 登場時期が僅かな間だったためか『決定版 全仮面ライダー超百科』や『決定版 オール仮面ライダー 完全超百科』などの書籍では組織図に大幹部としての紹介が載せられていない。

他作品での活躍
漫画『宇宙の11 仮面ライダー銀河大戦』
マーダー帝国に再生された幹部に交じって登場。魔神提督と暗闇大使と共にマーダーマシン02でライダーを迎え撃つ。
漫画『仮面ライダーSPIRITS』
ブラックサタン壊滅後も生き残った残党として登場。

### ブラックサタンの戦力
奇械人（奇っ械人）
読みはいずれの表記においても「きっかいじん」。ブラックサタンの擁する怪人（戦闘用サイボーグ）。奇械人の定義や説明は資料によってニュアンスに微妙な差異があるが、おおむね“動植物の能力を機械によって人体に付与された改造人間”であり、“寄生したサタン虫によって操られる”とされる。
人間に抱きついて自らのサタン虫を耳から寄生させ、「奇械人、乗り移り」もしくは「奇械人、移り身」の叫び声とともに憑依する能力を持ち、乗り移られた相手は、耳たぶに黒い「円の四方に突起が付いた」印が浮き出る。脳を刺激することで怪人体に変身する。なお乗り移られた人間は、サタン虫が耳から這い出て奇械人が分離さえすれば元に戻り、死ぬというようなことはない。
ほかに下半身には一切の装飾が無く、人間の脚と変わらないという共通した外見上の特徴を持つ。ごく一部の例外（奇械人電気エイなど）を除き、ブラックサタンの紋章の付いたベルトを腰に巻いている。
奇械人は改造手術の後、宣誓式で大首領に忠誠の誓いを立てる。
第13話では「奇械人の墓場」に『仮面ライダーV3』のデストロン怪人ピッケルシャークの姿が見られたほか、第17話でのタイタンの復活の儀式には『仮面ライダーX』のGOD悪人軍団であるアリカポネが奇械人に交じって参列していた。また、第39話には『仮面ライダーアマゾン』のカニ獣人に酷似した復活怪人（カニ奇械人）が登場しているが、“カニ獣人そっくりのカニ奇っ械人”、“ストロンガーと闘ったことは無いが、復活カニ奇械人である”との解釈がされている。
- 企画段階では怪ボーグという名称で、戦闘員の中から優秀な者が改造されるという設定であった[235]。ガンガルやワニーダの下半身が戦闘員と同様の黒タイツ姿となっているのはこの設定の名残とされる[235]。第1話に登場した奇械人ガンガルのように第2話以降に登場した奇械人にも一目瞭然の明確な機能が与えられる予定だった[3]。

サタン虫（）
白い蜘蛛のような姿をした節足動物で、人間の耳の穴から脳髄に入り込み、その人間を意のままに操る不気味な怪虫。また、ブラックサタンの構成員（奇械人や戦闘員たち）の体内にも棲んでおり、その脳に憑りつくことで、組織を支配している。秘密結社ブラックサタンはこのサタン虫を多数繁殖させており、これを使って人間を支配するのが目的である。企画書でも列記されている演出ポイントとして、サタン虫が人間に寄生する場面が、レントゲン写真風に不気味で印象的なものとして描かれた。
第10話では、全く同じ見た目の「ガンマー虫」が登場し、サタン虫と同様に人間に憑りついてコントロールする特徴が描かれたが、具体的にサタン虫とどのような違いがあるのかは判然としない。
- 石森章太郎によるデザイン画では頭部が髑髏状になっており、ブラックサタン大首領の造形に活かされている。

戦闘員
ブラックサタンの工作員（下級改造人間）で、すばしっこく強さは常人の約8倍。全身が黒ずくめの恰好で、首には黄色いマフラーを、腰にはブラックサタンの紋章の付いたベルトを巻いている。放射状に赤いラインが入った黄色い目は盛り上がって飛び出ているが、第9話以降は中央に覗き穴の開いた平らなゴーグル状の個体がほとんどとなる。頭頂部左右に耳状の突起があり、これによって盗み聞きするのが得意とされる（尖った耳の先には毛が生えていたが、第9話以降は目の特徴の変化と同じく、毛のない円い先端で幅の広い耳をした個体がほとんどとなる）。他の仮面ライダーシリーズの戦闘員のように、覆面を脱ぐと人間の素顔が現れるという描写はないが、人間の姿に「変身」することや、奇械人と同じくサタン虫を介して人間に憑依することができる。
全員「サタン虫」を体内に宿していることから、ブラックサタンの絶対の支配下に置かれており、背中に爆弾を装備して自爆攻撃を行うなど使命のために生死を厭わない。倒された戦闘員は肉体が消滅し、サタン虫の死骸だけが残る（シャドウに切断処刑された際の死体の断面からは機械が露出していたことがある）。
主にタイタンが指揮する「ブラックオートバイ部隊（ブラックサタンオートバイ部隊）」も編成されている。儀式の際など三角頭巾をつけた白ずくめの長衣を身につけることも多い（第22 - 23話ではタイタン配下の「死の使い」と呼ばれる白装束の戦闘員が登場、その隊長は銀の装束を着ていた）。

## デルザー軍団
ブラックサタン壊滅後、組織に見切りを付けたジェネラルシャドウが、自身の故郷である「魔の国」から呼び寄せ創設した新組織。不吉を象徴する数字、13の魔人たちによって構成される。結成初期にはシャドウを含む8人のメンバーが集結し、後に残りのメンバーが参戦することになる。シンボルマークは「蛇」を「d」に見立てたもので、ジェネラルシャドウ以外は全員このシンボルのついたベルトを着用している。
デルザー軍団のメンバーは、主に古の民間伝承に名を残す有名な妖怪や魔人の子孫や不死者が、さらに機械改造された者たちで構成されている。ブラックサタン大首領ですら戦慄するほど実力は凄まじく、全員がショッカーからブラックサタンの大幹部と同等の実力を持ち、ストロンガーの主力エネルギーである電気エネルギーを吸収かつ跳ね返せるため、ストロンガーの能力では歯が立たなかった。組織の規模は決して大きくはないが、実力はブラックサタン以前の歴代の秘密結社を凌駕する過去最強の戦闘力を誇る。
最大の特徴は明確なリーダーが存在せず、組織内のヒエラルキーが基本的に存在しないこと。組織の統率性は著しく低く、登場時にジェネラルシャドウが実力第一主義に基づき「ストロンガーを倒した者が軍団の指揮権を掌握する」というルールを提唱。全員賛同のもと、団員同士の激しい競争が繰り広げられたが、ストロンガーが超電子人間にパワーアップしたことから形勢を逆転され、ジェネラルシャドウが呼び寄せた第一陣の改造魔人たちは壊滅状態となる。
しかし、マシーン大元帥率いる第二陣がエジプトより来日すると、大元帥はジェネラルシャドウの指揮権を剥奪。仮面ライダー打倒よりも従来の侵略活動に重きが置かれるようになる。日本各地で破壊活動を開始するが、ストロンガーと世界各国から帰国した6人ライダーの活躍によって、作戦を次々と阻止された。第39話で、立花藤兵衛を人質に取り、再生怪人たちとともに7人ライダーに最終決戦を挑んだが全員が倒された。その直後、軍団の背後に存在していた大首領が現れ、7人ライダーと対決するが「わしは地球を捨てて、宇宙の果てに帰る」と言い残して自爆。組織は壊滅した。
- 企画段階での仮称はダーク・エンジェルスであった[243]。
- 下記の魔人のほか、ジェットコンドルがデルザー軍団の魔人として構想されたが未登場に終わった。後に漫画『仮面ライダーSPIRITS』で魔人の1人として登場した。同じく未登場の名称不明の貝型怪人とともに『仮面ライダー激闘ファイル』にて、そのデザインが確認できる[244]。石森によるラフデザインではドラキュラ伯爵やミミズミイラといったキャラクターが検討されていた[245]。

デルザー軍団 大首領 と ジェネラルシャドウについては、それぞれの個別記事を参照。
大首領（デルザー軍団 大首領・岩石大首領）
デルザー軍団の支配者であり、同時に7人ライダーが戦ってきた秘密結社（ショッカーからブラックサタン）をも支配していた黒幕。最終話で姿を現した。
ジェネラルシャドウ
デルザー軍団 結成の立役者であり、暫定的リーダーを務める。

### 第一陣の改造魔人
ジェネラルシャドウの計画に賛同し、日本に集結。ブラックサタンを乗っ取った改造魔人たち。ブラックサタンのクーデターではジェネラルシャドウがリーダーを務めていたが、各改造魔人は大幹部クラスの同格であるがゆえに互いの対抗意識が強く、手柄争いの内紛が耐えなかった。
ストロンガー抹殺を条件にしたリーダーの座を巡る争いの要素が加わったため、日本列島を難なく滅ぼせる歴代最高の戦力を誇る組織が、同時に最低の結束力しか持たないという皮肉な状態に陥ることとなった。
鋼鉄参謀
「フィンランドの黄金魔人」の子孫である、デルザー軍団最初の刺客。
鋼鉄の鎧を身に纏い、巨大な鋼鉄球を振り回す。体がとても頑丈で普通の攻撃ではビクともせずストロンガーを苦しめた。鋼鉄の装甲で電気技のエネルギーを逆流させて、ダメージを跳ね返す。また怪力の持ち主でそのパワーはストロンガー以上。
策謀を好む卑劣な性格の改造魔人がほとんどの軍団内で、真正面からの堂々とした正攻法の戦いを尊ぶ武人肌の人物。そのために荒ワシ師団長とは仲が悪い。シャドウには一目置いているようであるが、自他とも認めるその実力の自負心からやや傲慢で自信過剰な面があり、他の団員に対して高圧的に見下すような振る舞いをするためドクターケイトとも折り合いが悪い。
攻撃の際に「スティールッ!」といった独特の掛け声を発する。弱点は酸性物質。最期はストロンガーにケイトの酸性毒ガスを浴びせられて弱体化したところに電キックを受け、爆死。ストロンガーを最も苦しめた魔人の一人であった。
その他の登場作品
漫画『宇宙の11 仮面ライダー銀河大戦』
マーダー帝国に再生された幹部たちの中でジャーク将軍と共に残る。以前のように鉄球を振るってストロンガーを追い込む。

荒ワシ師団長
「竜巻魔人エキム」の子孫にして、「砂漠の死神」と恐れられた破壊師団の長である怪鳥の魔人。
十字軍の戦士を思わせるような衣装に身を包み、アジトには双頭の鷲が掲げられている。戦斧と盾が武器で、背中の翼を用いて空を飛ぶ。
軍団でも特に卑怯・姑息な性格で、常に他者を陥れることを目標として狡猾な作戦を用いることを考えるため、鋼鉄参謀とは犬猿の仲。
茂を鋼鉄参謀の下から奪い、電気を通さぬ絶縁体の網で捕獲した彼を水中で処刑しようとしたが、水の中では絶縁効果が及ばないことに気づかず脱出されてしまう。ストロンガーとの戦闘でも、網同様に水中に弱いことを看破され形勢が逆転、水中エレクトロファイヤーで爆死。デルザー軍団初の戦死者となった。
最終話にて大首領により奇械人と共にデルザー魔人の中で唯一復活させられ、ライダーたちに挑むが、歴戦の戦士たちにはかなわず爆死した。

ドクターケイト
「妖花アルラウネ」の子孫にして、東ドイツの毒殺部隊の長である魔女の魔人。
猛毒作りの達人というだけでなく全身が毒の塊で、体に触れただけでも相手を死に至らしめる。他にも尖端から緑色の猛毒腐食液を噴射する杖や相手の動きを封じるマントを武器として、頭からは浴びた者の筋肉の動きを止めて、猛烈な痺れを起こすケイトガスを放出する。巨大なケイトウ（鶏頭：ヒユ科植物のハナケイトウ）に姿を変えたり、ケイトガスを発するケイトウ状の毒花を作り出すことも可能。
初登場時にブラックサタン乗っ取りに成功したシャドウの手柄を素直に認めた以外は、荒ワシ師団長同様狡猾な面しか見せなかった。また非常に残酷かつ執念深い性格で、ストロンガーとの戦いを妨害した鋼鉄参謀への報復としてケイトガスを放つ毒花を用いてストロンガーを援護し、結果的に鋼鉄参謀を死に至らしめた。
電キックが通じない体質だが火には極端に弱く、ストロンガーとの戦いにおいて松明の要領で火を近づけられ顔面が溶解しかけた。同性のユリ子に対しては敵意を剥き出しにし、変身前のユリ子との戦いにおいて毒液を浴びせて致命傷を負わせたうえ、残酷な口調で死の宣告を行った。そのタックルとの再戦の末に、彼女の命と引き換えの大技・ウルトラサイクロンで倒された。

ドクロ少佐
「幽霊騎士」の子孫にして、イタリア忍者軍団「DDD団」のボスである髑髏の魔人。
大鎌を武器とし、鎌を駆使した「ドクロ火炎」「ドクロ機関砲」など武装も多彩であるほか、瞬間移動する「火炎隠れ」、五体を分割して襲いかかる「ドクロ分体」などの暗殺忍術、さらに格闘術にも長けている。
それでいてストロンガーの実力を見定めてから戦おうとするなど、知謀も持ち合わせている。また、ドクターケイトに共闘を申し出たり、自身を妨害した岩石男爵との決着よりもストロンガー抹殺を優先するなど、他の魔人と異なり内紛を避ける傾向がある。その実力はシャドウからも「デルザー軍団きっての殺し屋・切れ者」と高く評価され、互いを認め合っていた。
甲高い不気味な声で笑うのが特徴。ドクロ忍び集団と呼ばれる配下の戦闘員たちはドクロ少佐によって鍛え上げられており、「ホネッ」という奇声を発する。
ストロンガーを強化した正木博士を殺害するも、最期は超電子人間に初変身したストロンガーの超電子ドリルキックで頭を飛ばされて爆死した。
- 怪人が複数話に登場する場合、声優が異なるケースがあるが、ドクロ少佐の場合、同じ第27話の中でもシーンにより異なっている｡
- デザイン画の段階では、狼長官のコスチュームで描かれていた。

岩石男爵
「スフィンクス」の子孫。変な訛りで喋るのが特徴。
岩で出来た岩石棍棒が武器。硬い身体と強靭なパワーを持ち、岩石でできた身体を組み変えることができる。体の岩をこねて作った粘土で、本物に似た人形を作り出す「岩石粘土細工」や、体の岩を敵に投げる岩石弾という技を持つ。巨大な石を纏い、身を守ったり、姿を隠す岩隠れと呼ばれる技を持ち、岩隠れのまま敵を押し潰す岩石落としという技もある。また、非常に重く頑丈な身体を誇り、それを活かした敵への頭突きや圧し掛かりも得意としている。
自身の配下の戦闘員に罰としてトレーニングを施すなどの体育会系な人物。しかし単細胞で柄が悪いために狼長官のクーデター計画に利用され、シャドウには「救いようのない単細胞・柄の悪さ」、茂には「まぬけの岩石男爵」とまで言われた。
最期は超電子ドリルキックで断頭され、胴体を超電三段キックで破壊されて爆発四散した。配下の戦闘員ともども「イワー（岩）」という奇声を発する。
- デザイン画の段階では、ドクロ少佐のコスチュームで描かれていた。

狼長官
「狼男」の子孫にして、諜報機関SDの長官を務める軍団きっての策略家。
投げるとブーメランのように手元に戻る指揮棒と口から取り出す歯型爆弾を武器にしている。人間にも化けることができ、「浅野」と名乗る歯科医の男に化けた。
プライドの高い性格で先祖に誇りを持ち、ジェネラルシャドウを「成り上がり」と蔑み、シャドウに代わって自らが軍団のリーダーになろうと画策。岩石男爵やストロンガーを利用してシャドウ抹殺を図るも失敗、直接対決の前に満月の夜にのみ行える『満月の誓いの儀式』を行なおうとしていた。
儀式が途中まで行われたことで不死身になり、ストロンガーの超電スクリューキックと超電三段キックをものともしなかった。満月によって充填されたプラズマエネルギーを操り満月プラズマ光線でストロンガーを圧倒したが、生贄となる子供をストロンガーに守られたことで完全な儀式とならず、「満月が隠れると力が失われる」ようになってしまっており、月が雲に隠れた一瞬を突かれ、超電稲妻キックを受け爆死した。頭部の網のような飾りは電気の粒子（プラズマ）のデザインとされている。
狼男の肖像画
狼長官のアジトに掲げられている、狼長官の祖先「狼男」の肖像画。狼長官の願いに応じて喋りだし、様々な助言を与える。劇中では満月の夜に子供を生贄に捧げれば、プラズマエネルギーが最高潮に達して強大な力を得られるということを伝授した。
その他の登場作品
『全員集合!7人の仮面ライダー!!』
暗黒大将軍によってブラックサタンの奇械人と共に甦って、再登場する。

隊長ブランク
「フランケンシュタインの怪物」の子孫にして、ブランク狙撃隊の隊長。軍団結成の初期のメンバー最後の一人。妙な片言で喋る。
ナイフを発射するライフルを武器とし、優れた狙撃手であり同時に恐るべき怪力の持ち主だが、岩石男爵同様賢くはなく、さらに自制心が低いため茂の策謀に翻弄されチャージアップ前のストロンガーに苦戦している。
最期は奇襲作戦で岩石爆弾の攻撃によりストロンガーを圧倒するもチャージアップされ、超電急降下パンチを受けた後に投げ飛ばされて爆死。
- デザイン画での名称は隊長フランケンシュタインであり、上半身の色は赤色であった。

ヘビ女
シャドウの片腕と呼ばれる蛇の改造魔人。ジェネラルシャドウを「シャドウ様」と呼ぶ。新戦力として呼び寄せられた。デルザー軍団内では唯一、名前の肩書部分が称号や地位・階級を表すものではない。
左手がメカニカルなヘビの頭になっていて、その口から火花を出して攻撃できるほか、自身もヘビに姿を変えたり、噛み付いた相手をヘビ人間に変えて操る催眠術も使える。自身が吸血を行った相手に毒液を注入する能力や、電気エネルギーを吸い取るマントを持つ。
最期はV3の援護を受けたストロンガーの超電大車輪キックに敗れ去った。シャドウとは深い信頼関係で結ばれており、彼女の死はシャドウに深いショックを与えた。
- 角や髪などが異なる別のデザインが存在している。また、『激闘ファイル』内で岩佐陽一は左手のメカヘビに関して同時期に放送されていた『アクマイザー3』第31話に登場するゴルゴーンの左手のヘビとの類似性を指摘している。

その他の登場作品
『全員集合!7人の仮面ライダー!!』
暗黒大将軍によってブラックサタンの奇械人と共に甦って、再登場する。

### 第二陣の改造魔人
海外で猛威を振るい、歴代の仮面ライダーと激闘を繰り広げていた魔人たち。第一陣の壊滅直後、日本列島に襲来して組織を再編。地震発生装置によるダム破壊やコンビナート爆破を行い、首都壊滅などの破壊活動に重点を置き、日本壊滅侵攻計画を発動する。
- 当初の番組の企画では、4クールからは改造魔人に代わって「半機械人間[注釈 79]」が登場する予定だったが、3クールでの終了が決まったために敵キャラクターの交替劇も大幅に凝縮された[274]。そのため、第二陣のデルザー魔人を企画の初期案通り半機械人間とする資料と[275]、第一陣同様に改造魔人と表記する資料がある[出典 12]。
- 書籍『仮面ライダー1971-1984』では総称を後期デルザー軍団と記載している[279]。番組が1年間の放送を予定していた段階では、ジェネラルシャドウが軍団内の内紛で殺され後任と交代する予定であった[280]。

マシーン大元帥
末期のデルザー軍団を統率した最強の魔人。エジプトから襲来してきたミイラの血を引く魔人で、古代エジプト王家の棺に眠る形で神戸港に上陸した。エジプトでV3と交戦経験があったと思われる。
1号ライダーのライダーキックやV3のV3キックの直撃に耐えるほど強靭。頭部にレーザー砲を持ち、三角状の魔のピラミッド・レッドバリヤーで相手を閉じ込める。さらに、相手の足に付着して固まって自由を奪い、体内の水分を奪う赤い液体を駆使する。改造人間をも撃ち殺す黄金の機関銃を装備している。
軍団きっての実力者であり、シャドウはその姿を見ただけで恐れ慄いたほどで、着任後はシャドウから実権を奪ってデルザー軍団のリーダーとなった。シャドウのことは高く評価しており、シャドウから指揮権を奪ったとはいえ、シャドウを追放したり処刑するようなことはせず、シャドウが妨害工作を行った際にはシャドウの意思を尊重し、処刑の代わりにストロンガーとの最後の決闘を許可するという寛大な面を見せた。
磁石団長とヨロイ騎士を率いて破壊活動を行うが、彼らを追って日本に帰国してきた歴代ライダーとストロンガーの猛攻に苦戦する。最終決戦で仲間をすべて失い、体内の自爆装置を起動させて、ストロンガーを道連れにしようとするが、チャージアップしてもいないパンチで殴り飛ばされた挙句、「デルザーは滅びぬ」と言い残して爆死した。
- 書籍『激闘ファイル』内では、劇中未登場だった武器（頭部と同デザインの武器）が掲載されている。

その他の登場作品
映画『平成ライダー対昭和ライダー 仮面ライダー大戦 feat.スーパー戦隊』
バダンの幹部として登場。声は関智一が演じている。
ゲーム『ガイアセイバー ヒーロー最大の作戦』
ショッカーの大幹部として登場。ザンジオーを率いて各国の首脳を誘拐する。

磁石団長
マシーン大元帥が南米のアマゾンから呼び寄せた魔人。掛け声は「シャーイ」もしくは「シャークゥ」。
大元帥の腹心の魔人で、金属を自由に吸い寄せて溶かし燃やし尽くしたり機械を狂わす強力な磁力「マグネットパワー」や磁力によって金属を引き寄せたり、ストロンガーのメカニズムを狂わせる「吸引マグネット」を操る。武器は取り付けることで相手を引き寄せるミニ磁石。短気で粗暴な性格で、主に破壊活動を行った。シャドウのことは見下しているが、一度は油断したせいかストロンガーに追い詰められそうになったため、シャドウに「口ほどでもなかった」と馬鹿にされ恥ずかしがる一面も持つ。作戦遂行能力は高く、ジャンボジェット機の墜落も一時は成功を収め、ヨロイ騎士とともに「地震発生装置」を使って行った富士ダム破壊は完全に成功し、同時にV3とライダーマンを捕獲している。ストロンガーとは3度までも対戦したがいずれも敗走もしくは捕獲された。ヨロイ騎士共々再生能力を持っており、一度はストロンガーの超電投げを受けてヨロイ騎士と激突させられ、倒されたかに見えたが、後に自身の再生能力によって共に復活を果たす。
最終決戦にて再生怪人やヨロイ騎士とともに、6人ライダーによって倒された。
- 書籍『激闘ファイル』で岩佐陽一は「鎖帷子をモチーフにしていることがわかる」と書いている。

ヨロイ騎士
マシーン大元帥がヨーロッパから呼び寄せた、古代バイキングの血を引く魔人。ギリシャやスペインでライダーマンやXライダーと戦っていた。掛け声は「カチュウ」。
大元帥の腹心の魔人で剣技に秀で、武器は細く長い長剣と太く短い短剣の二刀流の使い手であり2本の剣を交差させ「高速熱線」を発する。当初は磁石団長と二面作戦を取っていたが、結束するライダーたちの強力さに共同作戦に移行する。ストロンガー・V3・ライダーマンを捕え、「さらにXライダーとアマゾンライダーを捕らえれば全ライダーを生け捕りしたことになる」と発言した磁石団長に対し、1号・2号の存在を警戒するよう促すなど、冷静沈着かつ勇猛果敢な性格で、主に作戦を妨害しようとするライダーたちを迎撃した。マシーン大元帥同様にシャドウのことを高く評価しており、シャドウがストロンガーとの戦いで戦死した際は仇をとる発言をした。
最終決戦にて再生怪人や磁石団長とともに、6人ライダーによって倒された。2号を除いた全ライダーとの交戦経験を持つ。
- 書籍『激闘ファイル』で岩佐陽一は「西洋の騎士=銃士のコスチュームをモチーフにしていることが分かる」と書いている。

### 戦闘員
各改造魔人に付き従う兵士。黒ずくめの全身タイツのコスチュームは共通しているが、顔にはそれぞれの上官を象徴するデザインの面を付けている。
大幹部クラスの改造魔人直属の戦闘員だけに、並みの戦闘員以上の戦闘力を有する。鋼鉄参謀の戦闘員は鎖が武器で、複数人でかかりストロンガーとタックルを同時に拘束したこともある。また、タックルの「電波投げ」に対してバク転で受け身を取り、全くダメージを受けずに反撃していた。荒ワシ師団長の戦闘員は空を飛べる。ドクロ少佐の戦闘員（ドクロ忍び集団）は忍法を使い、岩石男爵の戦闘員は上司同様、岩隠れを使用可能。隊長ブランクの戦闘員（ブランク狙撃隊）は上司同様のライフルが武器で、ヘビ女の戦闘員はヘビに変身できる。狼長官の戦闘員は槍が武器で、満月に似た黄色い円盤に変形する。マシーン大元帥の戦闘員はマシンガンが武器で、磁石団長の戦闘員には科学者タイプもおり、馬蹄型の武器を使用する。
第33話のみ登場したシャドウの配下の戦闘員は上面から撮影されているため、仮面の型は明確されず、ストロンガーとも戦わなかった。
ヘビ女配下とマシーン大元帥配下の戦闘員は、作中での登場に先駆け第32話からの新エンディング映像から登場した。

## キャスト

### レギュラー・準レギュラー
- 城茂 / 仮面ライダーストロンガー - 荒木茂
- 岬ユリ子 / タックル[出典 13] - 岡田京子（第1 - 30話）
- 謎の紳士 / タイタン[注釈 82] - 浜田晃（第1 - 13、17 - 23話[C 3]）
- 立花藤兵衛 - 小林昭二（第3 - 39話）

### 声の出演
- ブラックサタン大首領（第2、9 - 26話[C 4]）、デルザー軍団大首領（岩石大首領）（第39話） - 納谷悟朗
- ジェネラルシャドウ[C 1] - 柴田秀勝（第13 - 38話[C 5]）
- マシーン大元帥 - 市川治（第35 - 39話）
- 磁石団長 - 沢りつお（第36 - 39話）
- ヨロイ騎士 - 池水通洋（第36 - 39話）
- ナレーター - 中江真司

### 主なゲスト出演者
※参考文献：『仮面ライダー大図鑑(5)。』、『仮面ライダーX アマゾン ストロンガー大全』
- 山根マリ[注釈 83] - 戸川京子 (2)
- アナウンサーの声 - 梶哲也 (4)
- 三杉[注釈 83] - 日吉としやす (5)
- 堀文夫[注釈 83] - 長谷川誉 (6)
- 大木高平[注釈 83] - 大前均 (7)
- 三田[注釈 83] - 中村孝雄 (8)
- 天堂市長[注釈 83] - 最上龍二郎 (9)
- 等々力妙子[注釈 83] - 森秋子 (10)
- カザール国王[注釈 83] - 大月ウルフ (11)
- マリア王女[注釈 83] - 鈴木真代 (11)
- 銀行強盗役の俳優[注釈 83] - 団巌 (11)
- 大和田鉄平[注釈 83] -  永井柳太郎 (12)
- マサオ[注釈 83] - 辻辰行 (14)
- ミチコ[注釈 83] - 行事美佐 (14)
- 黒木博士[注釈 83] - 外山高士 (15)
- 黒木順子[注釈 83] - 白取雅子 (15)
- ヒロシ[注釈 83] - 神谷政浩 (16)
- 村野元平[注釈 83] - 小島三児 (17)
- 青田[注釈 83] - 大林隆介 (18)
- 立木藤太郎[注釈 84] - 小林昭二 (20)
- きく江[注釈 83] - 竹口安芸子 (21)
- 一郎[注釈 83] - 工藤知章 (21)
- 杉本[注釈 83] - 林家珍平 (27)
- 所長[注釈 83] - 河合絃司 (27)
- チエ子[注釈 83] - 君嶋清美 (28)
- ミネオ[注釈 83] - 神谷政浩 (29)
- 京子先生[注釈 83] - 近江佳代 (29)
- 正木洋一郎[注釈 83] - 小笠原博 (31)
- 少年[注釈 83] - 藤本正則、庄野たけし (32)
- チヨコ[注釈 83] - 菅原由美 (34)
- 千造[注釈 83] - 富士乃幸夫 (35)
- 万助[注釈 83] - 水原仗二 (35)
- 山根[注釈 83] - 田川勝雄 (36)
- 風見志郎 / 仮面ライダーV3 - 宮内洋 (35, 37, 39)
- 神敬介 / 仮面ライダーX - 速水亮 (36, 39)
- 山本大介 / 仮面ライダーアマゾン - 岡崎徹 (36, 39)
- 結城丈二 / ライダーマン - 山口暁 (37, 39)
- 一文字隼人 / 仮面ライダー2号 - 佐々木剛 (38, 39)[注釈 85]
- 本郷猛 / 仮面ライダー1号 - 藤岡弘 (38, 39)[注釈 85]

### スーツアクター
青年紳士タイタン役の浜田晃は、撮影の中盤から怪人態のスーツアクターを兼任するようになった。ただし高度なアクションは大野剣友会の千代田恵介が担当している。
- 仮面ライダーストロンガー[出典 14] - 中屋敷鉄也
- 仮面ライダーストロンガー（代役）[294]、仮面ライダーX[51][289]、磁石団長[281] - 新堀和男
- 仮面ライダーストロンガー（トランポリン）[289]、仮面ライダーアマゾン[51][289] - 湯川泰男
- 電波人間タックル（アクション）[51][289][注釈 86] - 清田真妃
- 電波人間タックル（アクション）[51][289] - 栗原良二
- 仮面ライダー1号[出典 15] - 橋本春彦
- ライダーマン[51][289]、奇械人[注釈 87]、岩石大首領[281] - 中村文弥
- タイタン[出典 16] - 千代田恵介
- ジェネラルシャドウ[出典 17]、仮面ライダーV3[出典 18]、怪人[注釈 88] - 河原崎洋夫
- ジェネラルシャドウ（トランポリン）[289]、荒ワシ師団長[240]、ドクロ少佐[261]、狼長官[261]、ヨロイ騎士[281]、怪人（トランポリン）[289]、戦闘員[289] - 上田弘司
- 怪人[注釈 89]、ブラックサタン大首領[176] - 小沢章治
- 奇械人[注釈 90]、デッドライオン[176]、鋼鉄参謀[240][297]、ドクターケイト[240][297]、岩石男爵[261]、隊長ブランク[261]、マシーン大元帥[出典 19]、デルザー軍団大首領（岩石大首領）[289]、戦闘員[289] - 石塚信之
- ヘビ女[261] - 湯浅洋行

## スタッフ
技斗は、高橋一俊が『秘密戦隊ゴレンジャー』を受け持つことになったため、第3話より岡田勝が担当した。
美術も八木功から前澤範に交替した。
- 原作 - 石森章太郎
- 連載 - テレビマガジン、たのしい幼稚園、テレビランド、冒険王
- 企画 - 平山亨、阿部征司
- 脚本 - 放映リスト参照
- 音楽 - 菊池俊輔
- 撮影 - 川崎龍治、古市勝嗣、高梨昇
- 美術 - 島田定信、八木功
- 仕上制作 - 映広音響
- 録音 - 太田克己
- 編集 - 菅野順吉
- 効果 - 平田靖（協立効果）、松田昭彦、高松孝宣（イシダサウンド）
- 助監督 - 福島孔道、松本喜隆、真川敏夫、高橋正治
- 技斗・トランポリン - 大野剣友会（高橋一俊、岡田勝、湯川泰男）
- オートバイスタント - 熊沢敏明
- オートバイ協力 - スズキ自動車
- 現像 - 東映化学
- 監督 - 放映リスト参照
- 制作 - 毎日放送、東映

## 音楽
菊池俊輔が全ての歌とBGMを作曲・編曲した。

### 主題歌

#### オープニングテーマ
「仮面ライダーストロンガーのうた」 (SCS-250)
- 作詞 - 八手三郎 / 作曲・編曲 - 菊池俊輔 / 歌 - 水木一郎

当初、オープニングには「見よ!!仮面ライダーストロンガー」が予定され、子門真人による録音も済んでいたが、それがNGになったことにより急遽用意された楽曲。そのため、従来の作品では作詞はオープニングを石森章太郎、エンディングを八手三郎が担当していたが、本作品では両方八手担当となった。本曲をアレンジしたBGMは一切制作されていない。「見よ!!仮面ライダーストロンガー」は水木一郎の歌唱で録り直され、挿入歌として使用された。一方、子門版「見よ!!仮面ライダーストロンガー」は当時は音盤化されなかったが、後年になってCDに収録された。
- 子門真人によるカヴァーヴァージョンが子門のコンピレーションCDに収録されている。
- 池田鴻によるカヴァーヴァージョンも存在する。
- 2006年には声優・関智一が自身のCD『関智一の勝手に祝うライダー35周年!』でカヴァーしている。

映像は第32話から変更され、SEも録り直された。
第3、5、7 - 9、11、14 - 16、18、23話では挿入歌として使用された。

#### エンディングテーマ
「きょうもたたかうストロンガー」（第1 - 31話） (SCS-250)
- 作詞 - 八手三郎 / 作曲・編曲 - 菊池俊輔 / 歌 - 水木一郎、堀江美都子

シリーズの主題歌としては初となる、男女ペアでの歌唱となった。
第1・2話では子門真人と堀江が歌うヴァージョンが使用されたが、第3話より水木と堀江によるヴァージョンに差し替えられた。
なお、YouTubeでの配信では第1話のみエンディングテーマが省略されていたが、2020年2月5日の再配信よりEDも収録された。
第4、10、12話では挿入歌として使用された。
「ストロンガーアクション」（第32 - 39話）
- 作詞 - 石森章太郎 / 作曲・編曲 - 菊池俊輔 / 歌 - 水木一郎、堀江美都子

第17話では挿入歌として使用された。

#### 挿入歌・イメージソング
「見よ!!仮面ライダーストロンガー」
- 作詞 - 石森章太郎 / 作曲・編曲 - 菊池俊輔 / 歌 - 子門真人

主題歌（上記）を参照。
「見よ!!仮面ライダーストロンガー」
- 作詞 - 石森章太郎 / 作曲・編曲 - 菊池俊輔 / 歌 - 水木一郎

「ストロンガー絵かきうた」
- 作詞 - 石森章太郎 / 作曲・編曲 - 菊池俊輔 / 歌 - 堀江美都子、コロムビアゆりかご会

「ストロンガーかぞえうた」
- 作詞 - 赤井圭 / 作曲・編曲 - 菊池俊輔 / 歌 - 水木一郎、堀江美都子

「胸にかがやくSマーク」
- 作詞 - 赤井圭 / 作曲・編曲 - 菊池俊輔 / 歌 - 堀江美都子、コロムビアゆりかご会

「ぼくらの兄貴 城茂」
- 作詞 - 中瀬当一 / 作曲・編曲 - 菊池俊輔 / 歌 - 水木一郎

「それゆけタックルちゃん」
- 作詞 - 中瀬当一 / 作曲・編曲 - 菊池俊輔 / 歌 - 堀江美都子、コロムビアゆりかご会

「カブトローブギ」
- 作詞 - 能見佐雄 / 作曲・編曲 - 菊池俊輔 / 歌 - 水木一郎、堀江美都子

「ワッハッハ！作るぞ恐怖の国を」
- 作詞 - 土井信 / 作曲・編曲 - 菊池俊輔 /歌 - こおろぎ'73

「戦え！七人ライダー」 (第36話)
- 作詞 - 八手三郎 / 作曲・編曲 - 菊池俊輔 / 歌 - 水木一郎、堀江美都子

その他、旧シリーズから以下の曲が挿入歌として使用された。
「俺は立花藤兵ヱだ」(第4話)
「セタップ！仮面ライダーX」 (第36話)
「仮面ライダー賛歌」 (第38話)
「戦え！仮面ライダーV3」 (第39話)
「レッツゴー!!ライダーキック」 (第39話)

## 制作

### 企画
前作品『仮面ライダーアマゾン』までの仮面ライダーシリーズは、関東地方などではNET系列で放送されてきたが、制作局の毎日放送が「腸捻転」解消のために朝日放送とネットチェンジした。そのため、本作品は関東地方などではTBS系列での放送となった。そしてTBS側の意向により、『アマゾン』に代わる新番組が急遽制作されることとなった。
東映の平山亨は「5人の仮面ライダーが活躍する」という案を毎日放送側に提示したが、仮面ライダーシリーズを初代『仮面ライダー』から担当してきた毎日放送編成局映画部長の庄野至は、「ヒーローは1人であるべき」とし、これに反対した。このため、従来通り仮面ライダーは「ストロンガー」という単独ヒーローとなった。没となった「5人ライダー」の企画案であるが、これはそのまま後のスーパー戦隊シリーズの礎となる『秘密戦隊ゴレンジャー』の設定に生かされることとなった。
「『X』『アマゾン』ときて、正直手詰まりな感じがあり、ヒーローものとしての原点に立ち帰ろうと思った」と語る平山が次に提示したのが、「単純明快、痛快明朗」を目指した『仮面ライダースパーク』だった。仮面ライダーには「改造電気人間」という視覚的に訴えかける新要素を設定。しかし「スパーク」という名称は商標登録されていたため、「ストロンガー」に変更された。各地を放浪するというアイデアは前作『アマゾン』の初期案である『ドラゴンライダー』の初期設定を踏襲しており、デザイン画にも共通性が見られる。
また、「私たちも仮面ライダーごっこがしたい」という女の子たちの意見を聞いた平山の発案により、シリーズ初の変身ヒロイン・電波人間タックルの登場も決められた。タックルも当初は女性仮面ライダーとして提案されていたが、5人ライダー案と同様に毎日放送側から却下された。
敵方のキャラクター「奇っ械人」にもストロンガーの「改造電気人間」同様に、「改造スプリング人間」「改造ガス人間」など、明快な特徴が設けられていたが、これを1話限りの登場で描ききることは難しかったらしく、切り捨てられた。

### 最終話（第39話）と仮面ライダーシリーズ終了
本作品は当初、全52話（4クール）での終了を予定していた。だが、初回視聴率が振るわなかった上に数字は下降を続け、それまでとは逆に関西の視聴率が関東を下回るまでに至った。これは放送時間が30分早まったため、日没の遅い関西で子供たちの帰宅時間と合致しなくなったからである。
| 視聴率 | 最高  | 最低  | 平均  |
| ------ | ----- | ----- | ----- |
| 関東   | 15.7% | 13.0% | 14.7% |
| 関西   | 13.5% | 10.0% | 12.7% |

毎日放送は6月から「番組強化キャンペーン」を展開したものの、結局本作品をもって仮面ライダーシリーズの終了を決定した。これは、毎日放送の左近洋一らの、「人気のあるうちに終わらせよう」との意向によるものである。
「有終の美を飾りたい」との毎日放送側の計らいによって、最終話（第39話）は藤岡弘以下、歴代の仮面ライダーが素顔で全員客演し、原作者の石森章太郎も山田稔と共同で監督を務めるという布陣となっている。各俳優のスケジュール調整には相当な無理があったらしく、揃っての撮影は1日のみであった。7人の仮面ライダー全員が素顔で揃ったのはこれが最初で最後であった。予告では「仮面ライダー最終回」とアナウンスされ、シリーズの最終回を強調されていた。本作品の撮影終了後、仮面ライダーシリーズ終了記念パーティーが開催された。
終了後も土曜19時台では引き続きMBS制作によるテレビ番組の放送が継続され、NET系時代末期に穴埋めとして放送された後、視聴者から再開要望が多く寄せられていた『まんが日本昔ばなし』が本作品の後番組に充てられ、『クイズダービー』『8時だョ!全員集合』とともに、1970年代後半から1980年代前半におけるTBS系土曜ゴールデンタイムの看板番組として定着することになる。毎日放送・東映・石ノ森章太郎による特撮ヒーロー路線は、金曜19時台の『宇宙鉄人キョーダイン』に引き継がれた。

## 放送日程
各奇械人の名称表記には書籍によって一部差異が見られるが、本リストでは『KODANSHA Official File Magazine 仮面ライダーVol.7《仮面ライダーストロンガー》』記載のものを基本とし、適宜個別に注釈を入れている。
| 放送日   | 放送回 | サブタイトル                             | 登場怪人（奇械人、改造魔人ほか） | ゲスト仮面ライダー                                                                                         | 脚本     | 監督              |
| -------- | ------ | ---------------------------------------- | --- | --- | -------- | ----------------- |
| 4月05日  | 1      | おれは電気人間ストロンガー!!             | - 奇械人ガンガル（声 - 辻村真人、憑依体（結城信太郎） - 人見きよし） | - | 伊上勝   | 塚田正煕          |
| 4月12日  | 2      | ストロンガーとタックルの秘密！           | - 奇械人オオカミン（声 - 沢りつお、憑依体（山根） - 高原駿雄） | - | 伊上勝   | 塚田正煕          |
| 4月19日  | 3      | スリラーハウスが子供を呼ぶ!!             | - サソリ奇械人（声 - 槐柳二、憑依体（北村支配人） - 山岡徹也） | - | 鈴木生朗 | 内田一作          |
| 4月26日  | 4      | 悪魔のオートバイ暴走作戦!!               | - 奇械人ゴロンガメ（声 - 八代駿、憑依体（トミイ） - 手塚茂夫） | - | 松岡清治 | 折田至            |
| 5月03日  | 5      | ブラック・サタンの学校給食!?             | - 奇械人トラフグン（声 - 山下啓介、憑依体A（守戸） - 打越正八、B - 佐野哲也） | - | 松岡清治 | 折田至            |
| 5月10日  | 6      | 先生に化けたクラゲ奇械人！               | - クラゲ奇械人（声 - 市川治、憑依体A（松本義江） - 村松美枝子、B（堀トシ子） - 中真千子）                                                                                          | - | 村山庄三 | 内田一作          |
| 5月17日  | 7      | ライダー大逆転!!                         | - 奇械人ワニーダ（声 - 沢りつお、憑依体（ドライブインのマスター） - 江幡高志） | - | 伊上勝   | 折田至            |
| 5月24日  | 8      | 溶けるなライダー！とどめの電キック!!     | - 奇械人モウセンゴケ（声 - 安原義人、憑依体（田川） - 神田隆） | - | 阿井文瓶 | 折田至            |
| 5月31日  | 9      | 悪魔の音楽隊がやって来た!!               | - カマキリ奇械人（声 - 八代駿、憑依体A - チャーリー石黒（特別出演）、B（神父） - 岩城力也）                                                                                        | - | 鈴木生朗 | 内田一作          |
| 6月07日  | 10     | 恐怖のガンマー虫！人間を狙う!!           | - 奇械人ハゲタカン（声 - 沢りつお、憑依体（等々力博士） - 田島義文） | - | 伊上勝   | 内田一作          |
| 6月14日  | 11     | カメレオーン！悪魔のフイルム!?           | - 奇械人カメレオーン（声 - 沢りつお、憑依体（映画監督） - 天草四郎） | - | 伊上勝   | 山崎大助          |
| 6月21日  | 12     | 決闘！ストロンガーの墓場!?               | - クモ奇械人（声 - 辻村真人、人間体（大和田一郎） - はやみ竜次） | - | 伊上勝   | 山崎大助          |
| 6月28日  | 13     | 一ツ目タイタン！最後の逆襲!!             | - 奇械人エレキイカ（声 - 八代駿、素体（岬守） - 倉石功） | - | 伊上勝   | 内田一作          |
| 7月05日  | 14     | 謎の大幹部シャドウの出現！               | - 奇械人メカゴリラ（声 - 沢りつお、素体（凶悪殺人犯） - 丹古母鬼馬二） | - | 海堂肇   | 内田一作          |
| 7月12日  | 15     | 死を呼ぶシャドウのトランプ!!             | - クワガタ奇械人（声 - 山下啓介） | - | 鈴木生朗 | 山崎大助          |
| 7月19日  | 16     | 吸血ブブンガー 悪魔のプレゼント！        | - 奇械人ブブンガー（声 - 市川治） | - | 松岡清治 | 山崎大助          |
| 7月26日  | 17     | 怪談 悪魔の復活祭                        | - コウモリ奇械人（声 - 沢りつお） - 再生怪人 | - | 伊上勝   | 折田至            |
| 8月02日  | 18     | 怪談 底なし沼                            | - 奇械人電気エイ（声 - 安原義人、人間態（老人） - 明石潮） | - | 伊上勝   | 折田至            |
| 8月09日  | 19     | 怪談 呪われた古城！                      | - 奇械人毒ガマ（声 - 沢りつお、人間態 - 中村文弥） | - | 伊上勝   | 内田一作          |
| 8月16日  | 20     | 恐怖の大砂漠！二人の藤兵衛!?             | - 奇械人アリジゴク（声 - 八代駿） | - | 伊上勝   | 内田一作          |
| 8月23日  | 21     | 鮫ヶ島 海中大決戦！                      | - サメ奇械人（声 - 市川治） | - | 村山庄三 | 折田至            |
| 8月30日  | 22     | 12時00分ライダー死刑!?                   | - 奇械人ケムンガ（声 - 辻村真人） | - | 鈴木生朗 | 加島昭            |
| 9月06日  | 23     | 地底王国の魔王!!                         | - 奇械人ドクガラン（声 - 辻村真人） | - | 鈴木生朗 | 加島昭            |
| 9月13日  | 24     | 怪奇！無人電車が走る!!                   | - 奇械人ハサミガニ（声 - 林一夫） - 幻覚奇械人 | - | 鈴木生朗 | 折田至            |
| 9月20日  | 25     | 死ぬな!! 電気椅子の城茂                  | - 奇械人アルマジロン（声 - 池水通洋、人間態 - 中屋敷鉄也） - デッドライオン（声 - 辻村真人）                                                                                       | - | 鈴木生朗 | 山崎大助          |
| 9月27日  | 26     | 見た!! 大首領の正体!!                    | - ブラックサタン大首領 - デッドライオン - 再生奇械人 | - | 鈴木生朗 | 山崎大助          |
| 10月04日 | 27     | 改造魔人！デルザー軍団現わる!!           | - 鋼鉄参謀（声：市川治） - 荒ワシ師団長（声：安原義人） - ドクターケイト（声 - 曽我町子） - ドクロ少佐（声 - 沢りつお･八代駿） - 岩石男爵（声 - 山下啓介） - 狼長官 - 隊長ブランク | - | 鈴木生朗 | 内田一作          |
| 10月11日 | 28     | あ！ストロンガーがこなごなに、、、、、?! | - 荒ワシ師団長 - 鋼鉄参謀 | - | 鈴木生朗 | 内田一作          |
| 10月18日 | 29     | 魔女怪人ケイト 血ののろい！              | - ドクターケイト - 鋼鉄参謀 | - | 村山庄三 | 山崎大助          |
| 10月25日 | 30     | さようならタックル！最後の活躍!!         | - ドクターケイト - ドクロ少佐（声 - 山下啓介） | - | 鈴木生朗 | 山崎大助          |
| 11月01日 | 31     | ストロンガー大改造!!                     | - ドクロ少佐 - 岩石男爵（声 - 沢りつお） | - | 伊上勝   | 内田一作          |
| 11月08日 | 32     | 必殺！超電三段キック!!                   | - 岩石男爵 - 狼長官（声 - 峰恵研） | - | 伊上勝   | 内田一作          |
| 11月15日 | 33     | ストロンガー 満月に死す!?                | - 狼長官（声：安原義人、人間態（浅野歯科医）：片山滉） - 隊長ブランク（声 - 辻村真人）                                                                                             | - | 村山庄三 | 山田稔            |
| 11月22日 | 34     | ヘビ女の吸血地獄！                       | - ヘビ女（声 - 瀬能礼子） - 隊長ブランク | - | 鈴木生朗 | 山田稔            |
| 11月29日 | 35     | 帰って来た男！その名はV3!!               | - ヘビ女 - マシーン大元帥 | - 仮面ライダーV3                                                                                           | 鈴木生朗 | 内田一作          |
| 12月06日 | 36     | 三人ライダー対強力デルザー軍団！         | - マシーン大元帥 - ヨロイ騎士 - 磁石団長 | - 仮面ライダーX - 仮面ライダーアマゾン                                                                     | 大野武雄 | 内田一作          |
| 12月13日 | 37     | ライダー捕わる！デルザー万才!!           | - マシーン大元帥 - ヨロイ騎士 - 磁石団長 | - 仮面ライダーV3 - ライダーマン                                                                            | 伊上勝   | 山田稔            |
| 12月20日 | 38     | 出現！ライダー1号2号!!                   | - マシーン大元帥 - ヨロイ騎士 - 磁石団長 | - 仮面ライダー1号 - 仮面ライダー2号                                                                        | 伊上勝   | 山田稔            |
| 12月27日 | 39     | さようなら！栄光の7人ライダー！          | - マシーン大元帥 - ヨロイ騎士 - 磁石団長 - デルザー軍団 大首領（岩石大首領） - 復活怪人                                                                                            | - 仮面ライダー1号 - 仮面ライダー2号 - 仮面ライダーV3 - ライダーマン - 仮面ライダーX - 仮面ライダーアマゾン | 伊上勝   | 石森章太郎 山田稔 |

## 放送局
★印参照：石ノ森章太郎、成井紀郎『決死戦7人ライダー』角川書店、2001年9月1日、120-121頁。ISBN 4-04-853403-3。
- 毎日放送：土曜 19時 - 19時30分★
- 北海道放送：土曜 19時 - 19時30分★
- 青森テレビ：土曜 19時 - 19時30分[311]
- 秋田放送：水曜 17時 - 17時30分[312]
- 岩手放送：土曜 19時 - 19時30分★
- 山形放送：金曜 17時30分 - 18時[313]
- 東北放送：土曜 19時 - 19時30分★
- 福島テレビ（第27話で終了）：木曜 19時 - 19時30分[314][注釈 105]
- TBS：土曜 19時 - 19時30分★
- 新潟放送：土曜 19時 - 19時30分★
- テレビ山梨（時差ネット。1976年5月1日まで放送）：土曜 19時 - 19時30分[316]
- 信越放送：土曜 19時 - 19時30分★
- 北日本放送：火曜 17時20分 - 17時50分[317]
- 北陸放送：土曜 19時 - 19時30分★
- 福井テレビ：火曜 17時25分 - 17時55分（1981年に放送）[318]
- 静岡放送：土曜 19時 - 19時30分★
- 中部日本放送：土曜 19時 - 19時30分★
- 山陽放送：土曜 19時 - 19時30分★
- 山陰放送：土曜 19時 - 19時30分★
- 中国放送：土曜 19時 - 19時30分★
- テレビ山口：土曜 19時 - 19時30分
- 四国放送：木曜 18時 - 18時30分
- 長崎放送：土曜 19時 - 19時30分★
- RKB毎日放送：土曜 19時 - 19時30分★
- 大分放送：土曜 19時 - 19時30分★
- 宮崎放送：土曜 19時 - 19時30分★
- 熊本放送：土曜 19時 - 19時30分★
- 南日本放送：土曜 19時 - 19時30分★
- 琉球放送：土曜 19時 - 19時30分★

## 他媒体展開
以下、特記のない限りいずれの作品にも仮面ライダーストロンガーが登場。

### 他テレビシリーズ
『仮面ライダー (スカイライダー)』
城茂 / 仮面ライダーストロンガーが登場。
『仮面ライダーBLACK RX』
『仮面ライダーBLACK』の続編。

### テレビスペシャル
『全員集合!7人の仮面ライダー!!』
本作品の最終回の翌週にテレビ放映されたスペシャル特番。デルザー軍団のベルトをし、再生奇械人や再生デルザー改造魔人たちと共に仮面ライダーショーを乗っ取って子供を誘拐して身代金を得ようと企む、「暗黒大将軍」という謎の人物が登場する。
『10号誕生!仮面ライダー全員集合!!』
『仮面ライダーZX』のテレビスペシャル。

### 映画
『仮面ライダーストロンガー』（1975年7月26日公開）
東映まんがまつりの一編として第7話のブローアップ版を上映。放送版よりも4分間短縮されている。
ポスターなどの宣材に本作品の写真が用いられていないことから、書籍『仮面ライダー怪人大全集』では何らかの事情により本作品が急遽追加されたものと推測している。
2003年（平成15年）12月5日に発売された「仮面ライダー THE MOVIE BOX」および、2006年（平成18年）3月21日発売の「仮面ライダー THE MOVIE Vol.3」に収録されている。
『仮面ライダー 8人ライダーVS銀河王』（1980年3月15日公開）
東映まんがまつりの一編として公開。『仮面ライダー（スカイライダー）』の映画作品。
『仮面ライダースーパー1』（1981年3月14日公開）
東映まんがまつりの一編として公開。『仮面ライダースーパー1』の映画作品。
『劇場版 仮面ライダーディケイド オールライダー対大ショッカー』（2009年8月8日公開）
『仮面ライダーディケイド』の劇場作品。
『仮面ライダー×仮面ライダー W&ディケイド MOVIE大戦2010』（2009年12月12日公開）
『仮面ライダーW』と『仮面ライダーディケイド』をメインとしたクロスオーバー作品。岬ユリコ / 電波人間タックルが『仮面ライダーディケイド 完結編』の主な登場人物として登場。
『オーズ・電王・オールライダー レッツゴー仮面ライダー』（2011年4月1日公開）
『仮面ライダーオーズ/OOO』と『仮面ライダー電王』をメインとしたクロスオーバー作品。仮面ライダーストロンガーとジェネラルシャドウと岩石大首領が登場。
『仮面ライダー×仮面ライダー フォーゼ&オーズ MOVIE大戦MEGA MAX』（2011年12月10日公開）
『仮面ライダーフォーゼ』と『仮面ライダーオーズ/OOO』をメインとしたクロスオーバー作品。
スーパーヒーロー大戦シリーズ
いずれも仮面ライダーシリーズとスーパー戦隊シリーズのクロスオーバー作品。
『仮面ライダー×スーパー戦隊 スーパーヒーロー大戦』（2012年4月21日公開）
『平成ライダー対昭和ライダー 仮面ライダー大戦 feat.スーパー戦隊』（2014年3月29日公開）
『スーパーヒーロー大戦GP 仮面ライダー3号』（2015年3月21日公開）
『仮面ライダー×スーパー戦隊 超スーパーヒーロー大戦』（2017年3月25日公開）
『仮面ライダー×仮面ライダー ウィザード&フォーゼ MOVIE大戦アルティメイタム』（2012年12月8日公開）
『仮面ライダーウィザード』と『仮面ライダーフォーゼ』の映画作品。仮面ライダーストロンガーが写真と名称のみ登場。
『セイバー+ゼンカイジャー スーパーヒーロー戦記』
2021年7月22日公開。仮面ライダー50周年×スーパー戦隊45作品記念。仮面ライダーストロンガーが登場。

### 映像ソフト化
- ビデオ（VHS、セル・レンタル共通）は全10巻が東映ビデオよりリリースされている。
- 1996年（平成8年）11月21日から1997年（平成9年）7月21日にかけてLDが東映ビデオより発売された[321]。全5巻の各2枚組で各巻8話（Vol.5のみ7話）収録。
- 2003年（平成15年）10月21日から2004年（平成16年）1月21日にかけてDVDが東映ビデオより発売された。全4巻の各2枚組で各巻11話（Vol.4のみ1枚・6話）収録。Vol.4の初回生産分には、9巻分（X全3巻・アマゾン全2巻・ストロンガー全4巻）を収納できるBOXが付属していた。
- 2008年（平成20年）7月21日発売の「石ノ森章太郎 生誕70周年 DVD-BOX」に第1話が収録されている。

### 漫画

#### 放映当時の連載
冒険王掲載版
1975年4月号 - 1976年1月号。作画はすがやみつる。詳しくは新・仮面ライダーを参照。
テレビランド掲載版
1975年4月号 - 1976年1月号。作画は土山よしき。
| 掲載号       | 登場奇械人ほか                                                                                       |
| ------------ | --- |
| 1975年 4月号 | 奇械人オオカミン                                                                                     |
| 1975年 5月号 | 奇械人トラフグン                                                                                     |
| 1975年 6月号 | サソリ奇械人                                                                                         |
| 1975年 7月号 | 奇械人カメレオーン                                                                                   |
| 1975年 8月号 | 奇械人メカゴリラ、奇械人エレキイカ                                                                   |
| 1975年 9月号 | 奇械人毒ガマ                                                                                         |
| 1975年10月号 | 百目タイタン、デルザー軍団                                                                           |
| 1975年11月号 | ドクロ少佐、荒ワシ師団長                                                                             |
| 1975年12月号 | ジェネラルシャドウ、蛇女                                                                             |
| 1976年 1月号 | マシン（大）元帥[注釈 107]、ヨロイ剣士[注釈 108]、大首領[注釈 73]（人面岩[324]）、再生怪人軍団、ほか |
別冊テレビランド掲載版
1975年4月号。作画は土山よしき。
| 掲載号       | 登場奇械人ほか |
| ------------ | -------------- |
| 1975年 4月号 | 名称不明奇械人 |
テレビマガジン掲載版
1975年4月号 - 5月号（作画は石川森彦）、1975年6月号 - 1976年1月号（作画は成井紀郎）。
| 掲載号       | 登場奇っ械人[注釈 60]ほか                                                          |
| ------------ | ---------------------------------------------------------------------------------- |
| 1975年 4月号 | ガンガル                                                                           |
| 1975年 5月号 | トラフグン、ゴロンガメ                                                             |
| 1975年 6月号 | 奇っ械人ワニーダ、ほか                                                             |
| 1975年 7月号 | 奇っ械人カメレオーン                                                               |
| 1975年 8月号 | クワガタ奇っ械人、クワガタ奇っ械人部隊、ジェネラルシャドー[注釈 109]               |
| 1975年 9月号 | ケムンガ→成虫ドクガラン、百目タイタン、ジェネラルシャドー[注釈 109]                |
| 1975年10月号 | 百目タイタン、大首領[注釈 110]、ジェネラルシャドー[注釈 109]ほか                   |
| 1975年11月号 | 荒ワシ師団長、鋼鉄参謀[注釈 111]、ドクターケイト[注釈 111]                         |
| 1975年12月号 | オオカミ長官、ジェネラルシャドー[注釈 109]                                         |
| 1976年 1月号 | ジェネラルシャドー[注釈 109]、大首領[注釈 73]、ほか半機械人たち[注釈 79][注釈 114] |
テレビマガジン増刊号掲載版
1975年 8月増刊号、1976年 1月増刊号。作画は成井紀郎。
| 掲載号           | 漫画タイトル、登場怪人ほか |
| ---------------- | --- |
| 1975年 8月増刊号 | 『七大巨獣をたおせ! 決死戦7人ライダー[注釈 115]』 ジャンボ=コング、自由の女神、青銅のきょじんタウロス、トロイの木馬、きょちょうバド鳥、スフィンクス、伝説の魔人（大魔人）、ジェネラルシャドー[注釈 109] |
| 1976年 1月増刊号 | 『7人ライダー 最後の大決戦![注釈 116]』 ジェネラルシャドー[注釈 109]、よろい剣士[注釈 108]、磁石団長[注釈 111]、大首領[注釈 73]、ほか                                                                   |
『七大巨獣をたおせ! 決死戦7人ライダー』では、世界各地からやって来た巨獣たち（ジャンボ=コング、自由の女神、タウロス、トロイの木馬、バド鳥、スフィンクスの6体）と、それらが集結することで復活する伝説の魔人（大魔人）を相手に、7人の仮面ライダーとタックルが阿蘇山の火口原にて激闘を繰り広げる。構成としてクレジットされている “ 海堂肇（かいどうはじめ）”は“平山亨”の筆名であり、もともと本作は1975年度の夏の東映まんがまつり上映作として企画されていたものの転用という経緯がある。
『7人ライダー最後の大決戦!』では、テレビマガジン本誌連載の最終回とは別バージョンの結末が描かれている。最終的にデルザー軍団の大首領（その正体はタルタロス星人の王・キング=ショッカー）を倒すことと引き換えに7人ライダーはその命を落としてしまうが、デルザー軍団から救い出していた科学者（タルタロス星人と敵対していたエリュシオン星人の生き残り）によって蘇生手術を受け、元の人間に戻る。これによって仮面ライダーシリーズとしての物語を完結させている。
たのしい幼稚園掲載版
1975年5月号 - 10月号。作画は石川森彦。
| 掲載号       | 登場奇械人ほか             |
| ------------ | -------------------------- |
| 1975年 5月号 | 奇械人トラフグン           |
| 1975年 6月号 | サソリ奇械人、ほか         |
| 1975年 7月号 | 奇械人ハゲタカン           |
| 1975年 8月号 | 奇械人エレキイカ           |
| 1975年 9月号 | 奇械人どくガマ             |
| 1975年10月号 | ひゃくめタイタン[注釈 117] |
おともだち掲載版
1975年5月号 - 12月号。作画は細井雄二。
| 掲載号       | 登場奇械人ほか     |
| ------------ | ------------------ |
| 1975年 5月号 | 奇械人ガンガル     |
| 1975年 6月号 | 奇械人トラフグン   |
| 1975年 7月号 | 奇械人モウセンゴケ |
| 1975年 8月号 | 奇械人メカゴリラ   |
| 1975年 9月号 | 奇械人デンキエイ   |
| 1975年10月号 | 奇械人アリジゴク   |
| 1975年12月号 | ドクロ少佐         |

#### 放映終了後の作品
『かえってきた7人ライダー』
テレビマガジン仮面ライダーと人気まんが号（1978年9月号増刊）に掲載。作画は土山よしき（構成/島田真之）。
『仮面ライダー』テレビランド連載版
1978年より1979年にかけての1年間、徳間書店「テレビランド」誌で『仮面ライダー』から『仮面ライダーストロンガー』までのストーリーが新作漫画として連載された（1978年10月号から1979年10月号までの連載のうち、ストロンガー編は1979年9月号、10月号に掲載）。作画は山田ゴロ。これは『仮面ライダー』の新作制作決定を踏まえ先行してスタートしたもので、連載は『仮面ライダー (スカイライダー)』のTV放送が始まるとともにそのまま『スカイライダー』、さらに『仮面ライダースーパー1』へと引き継がれた。なお、ストロンガーの物語はタックルの死までを描いた時点で未完のまま最終回となり、『スカイライダー』の連載にバトンタッチされてしまったが、その決着は単行本での描きおろしで補完された。
| 掲載号               | 登場奇械人ほか                                                                          | サブタイトル[注釈 119]                                          |
| -------------------- | --------------------------------------------------------------------------------------- | --------------------------------------------------------------- |
| 1979年 9月号         | クワガタ奇械人                                                                          | ストロンガー登場!!                                              |
| 1979年10月号         | ドクターケイト                                                                          | タックル死す!!                                                  |
| 本誌未掲載[注釈 118] | 隊長ブランク、マシーン大元帥、磁力団長[注釈 120]、ヨロイ騎士[注釈 111]、大首領[注釈 73] | 帰ってきたライダー V3あらわる!! 決戦前夜!! 大首領対仮面ライダー |
なお、『仮面ライダースーパー1』のTV放映終了とともにタイアップ連載も終了した（1981年11月号）が、その後、山田は『テレビランド』1982年5 - 6月号の別冊付録に、9人ライダーのオリジナル描きおろし漫画を執筆し、さらに同誌の1982年8月号から1983年8月号にかけて『仮面ライダーZX』を漫画連載した。
『仮面ライダーSPIRITS』
作画は村枝賢一。
第1部第十一話・第十二話 彷徨（さすらい）の雷鳴（前編・後編）が、ストロンガー主役編となっている。また、第3部ではテレビシリーズに未登場だったジェットコンドルが登場している。

### 小説
『S.I.C. HERO SAGA』
「MASKED RIDER DEN-O EDITION -1971年4月3日-」
『仮面ライダー電王』の小説作品。仮面ライダーストロンガーが登場。
「MASKED RIDER DECADE EDITION -ストロンガーの世界-」
『仮面ライダーディケイド』の小説作品。城茂/仮面ライダーストロンガーと岬ユリ子/タックルとデルザー軍団と岩石大首領が登場。
『仮面ライダーEVE-MASKED RIDER GAIA-』
原作者の漫画作品『仮面ライダー』の続編。仮面ライダーストロンガーと岩石大首領が登場。

### パチンコ
ぱちんこ仮面ライダー フルスロットル
2015年に京楽産業.よりリリース。1号からBLACKまでの歴代ライダーをフィーチャーしているが、ストロンガーはメインキャラとして扱われている。

### Webムービー
『仮面ライダージャンヌ&仮面ライダーアギレラ withガールズリミックス』
『仮面ライダーリバイス』のスピンオフ作品。ブラックサタンに加え、本作品におけるオリジナルキャラクター・ミスタイタン / 百目ミスタイタン、電波人間ブラックタックルが登場。

## CS放送・ネット配信
CS放送
- 東映チャンネル：2006年4月 - 8月、2008年8月 - 12月、2012年1月 - 5月、2014年4月 - 8月
  - 2008年の放送時のみ「アンコールアワー」枠にて、それ以外はいずれも「石ノ森章太郎劇場」枠にてそれぞれ放送。

ネット配信
- 東映特撮 YouTube Official：2012年8月20日 - 12月30日、2015年12月26日 - 2016年5月14日、2020年2月5日 -　6月17日、2024年6月5日 -
- 東映特撮BB：2014年10月31日 - 11月30日
- 東映特撮ニコニコおふぃしゃる：2018年3月18日 - 12月9日

## 本作品のオマージュ
仮面ライダークウガ以降の作品は、本作品とは物語がつながっていないが、デザインや設定などに様々な影響が見られる。
『仮面ライダークウガ』
1号とともに、主役ライダーであるクウガのデザインモチーフとして使用されている。デザインを手掛けた野中剛によるラフ案の中には、ストロンガーの顔が落書き的に描き込まれているものも存在する。また、同作品に登場するカブトムシ型怪人のゴ・ガドル・バは、電気を吸収してパワーアップし電撃を纏って必殺キック「ゼンビビ・ゲゲブ」（作中の古代語表記。日本語訳すると「電撃キック」）を放つ他、本作品では事故により断念されたトライアル車両によるバイクアクションを、同作品では本格的に取り入れている。
『仮面ライダーアギト』
主役ライダーのアギトが必殺技を放つ際、「クロスホーン」と呼ばれる角を展開するギミックは、石ノ森章太郎の筆によって描かれたチャージアップ・ストロンガーのNG案を現代風にアレンジしたものである。また同作品に登場するハイドロゾアロード ヒドロゾア・イグニオは、本作品に登場するマシーン大元帥をイメージしている。
『仮面ライダー剣』
同作品中に登場したジェリーフィッシュアンデッドはジェネラルシャドウ、改造実験体・トライアルGはブラックサタン大首領（サタン虫）のオマージュとなっている。
『仮面ライダーフォーゼ』
同作品の主人公・如月弦太朗の名前の元ネタとしてストロンガーが用いられているのと同時に、如月弦太朗をローマ字にした「GENTAROU KISARAGI」の中には「STRONGER」の文字が全て含まれている。また同作品の映画作品である『MOVIE大戦MEGA MAX』のフォーゼ編では、弦太朗がストロンガーに扮する一幕もあり、MOVIE大戦編ではストロンガーとフォーゼが直接対面も果たしている。
『仮面ライダードライブ』
同作品に登場したシーカーロイミュードは百目タイタンをオマージュしている。

## 関連作品
『特捜最前線』
第70話「スパイ衛星が落ちた海！」に「ブラックサタン」という名の暴走族が登場し、荒木しげる演じる津上刑事がブラックサタンの名前を口にしているシーンがある。同話数の脚本を担当した長坂秀佳によると、本作品を意識したネーミングではなく、偶然の一致によるものだったという。また、第351話「津上刑事の遺言！」は津上刑事が生前独自に捜査していた轢き逃げ事件を特命課のメンバーが解明していく内容であるが、同話数に登場する轢き逃げ犯を演じたのは浜田晃である。
『瀬戸の花嫁』
同作品のテレビアニメ版にて、デルザー軍団の改造魔人のパロディキャラが登場。一部はオリジナルキャストを起用している。後に著作権侵害で告訴され映像を修正する事態が起きた。
『20年だョ!全員集合』
本作品が始まる4日前の4月1日に放送されたTBSテレビ開局20周年特別番組に、ストロンガーおよび主演の荒木茂、岡田京子が出演し、メインのザ・ドリフターズと共演した。その後、同じドリフの『8時だョ!全員集合』の4月12日放送分にもゲスト出演している。